# Лезгины в Азербайджане
Лезгины в Азербайджа́не  — часть лезгинского этноса, исторически проживающая в некоторых северных районах Азербайджана. По численности являются вторым народом страны.

## Этноним
Лезгинский народ территориально подразделяется на кубинских, самурских и кюринских. Лезгины, проживающие в Азербайджане, известны как «кубинские лезгины», тогда как «самурские» и «кюринские» представлены жителями Дагестана. Соседние горские народы именовали лезгин территориальным обозначением. Например, кубинских лезгин лакцы называли къувал, а кюринских — курал, а в общем — лазги.

Термин «лезгины» в письменных источниках известен уже с XII века, но согласно мнению дагестанских филологов лакского происхождения, Абдуллаева и Микаилова это слово не являлось самоназванием для отдельной дагестанской народности, оно было «совершенно чуждо дагестанским горцам». По мнению Абдуллаева и Микаилова, в письменных памятниках на азербайджанском и персидском языках словом «лезгины» называли дагестанских горцев вообще. В Царской России «лезгинами» нередко ошибочно называли дагестанских горцев, сами лезгины фиксировались под условным именем «кюринцев». Термин «лезгины» был принят в качестве условного названия для обозначения горцев Дагестанской области и отчасти южного склона Главного Кавказского хребта, а «кюринцы» являлось специальным названием, придуманным кавказоведом XIX века, бароном П. К. Усларом. Причиной почему ошибочно всех горцев Дагестана называли условным названием «лезгины» объясняется так: 
Название лезгины обозначает теперь совокупность всех Дагестанских народов. В Дагестане есть, однако только один народ, который называет себя лезгинами. Это кюринцы (условное название данное бароном Усларом для всех лезгин). От них это название перешло к другим дагестанцам.
Также, по мнению дагестанских филологов лакского происхождения, Абдуллаева и Микаилова будучи распространённым в азербайджанском языке, термин на определённом историческом этапе прежде всего относился к ближайшим соседям азербайджанцев — нынешним лезгинам — и в местах совместного проживания лезгин и азербайджанцев использовались термины лезги и не лезги (то есть азербайджанцы). То, что тюрки именовали лезгинами всех горцев, отмечалось и в Литературной энциклопедии.  П. К. Услар в 1860-х годах обратил внимание на использование кюринцами в качестве самоназвания лезги (ед.) и лезгияр (мн.), однако подчеркнул: «происхождение этого названия не имеет корней в языке, и сами кюринцы полагают, что принято оно ими только потому, что так назвали их соседи тюрки (то есть азербайджанцы)».
Как отмечает академик Бартольд, «русские, видимо, также первоначально называли лезгинами только народности Южного Дагестана в противоположность горным народам северных районов (таули — от тюрк. тау 'гора')».
Лезгинское («кюринское» по дореволюционной терминологии) население современных Габалинского, Исмаиллинского, Огузского районов, в границах которых существовало Шекинское ханство, называли «шекинскими лезгинами» (известно, что турецкие лезгины из селения Дагестание // Меджидие считают себя шекинцами).
Если П. К. Услар свидетельствовал об использовании ими во второй половине XIX века терминов «лезги» и «лезгияр», то согласно А. В. Комарову, кюринцы (то есть лезгины) Кубинского уезда именовали жителей Самурского округа Сувагандю (то есть «горцы»), а среди дагестанских лезгин одни (жители бывшего Кюринского ханства) назывались Гетегар (по селу Чехе-Гетаг), другие (жители Самурской долины) — Ахсагар (по селу Ахты). Отсутствие общего самоназвания отмечал А. Дирр, указывая, что аварцы «…хюркилинцы (то есть даргинцы) и кюринцы тоже не имеют этнического названия». По мнению дагестанского историка лакского происхождения Гаджиева, даже сам Г. Алкадари, этнический лезгин и уроженец Дагестана, не называл жителей Южного Дагестана лезгинами. Он подчёркивал, что мусульмане Дагестана, кроме говорящих на азербайджанском и «джагатайском тюркском» (то есть кумыкском) языках, «называются лезгинами» и что это «дагестанские лезгины, говорящие на разных языках». С другой стороны, когда Алкадари писал свой труд, тогда лезгины уже по желанию языковеда П. К. Услара официально царскими властями были переименованы в условное и чуждое для всех лезгин  названием «кюринцы» и Алкадари как царский чиновник того времени уже пользовался официальными царскими терминами. После 1920 года этноним «лезгины» из ошибочного общего наименования дагестанских народов в русском языке вернулся в обозначении к «кюринцам». Однако термин «кюринцы» ещё присутствовал в тезисах И. В. Сталина «Об очередных задачах партии в национальном вопросе», опубликованных «Правдой» в феврале 1921 года.
В современной литературе, в том числе научной, в зависимости от тематики используются названия «азербайджанские лезгины» и «дагестанские лезгины».

## История

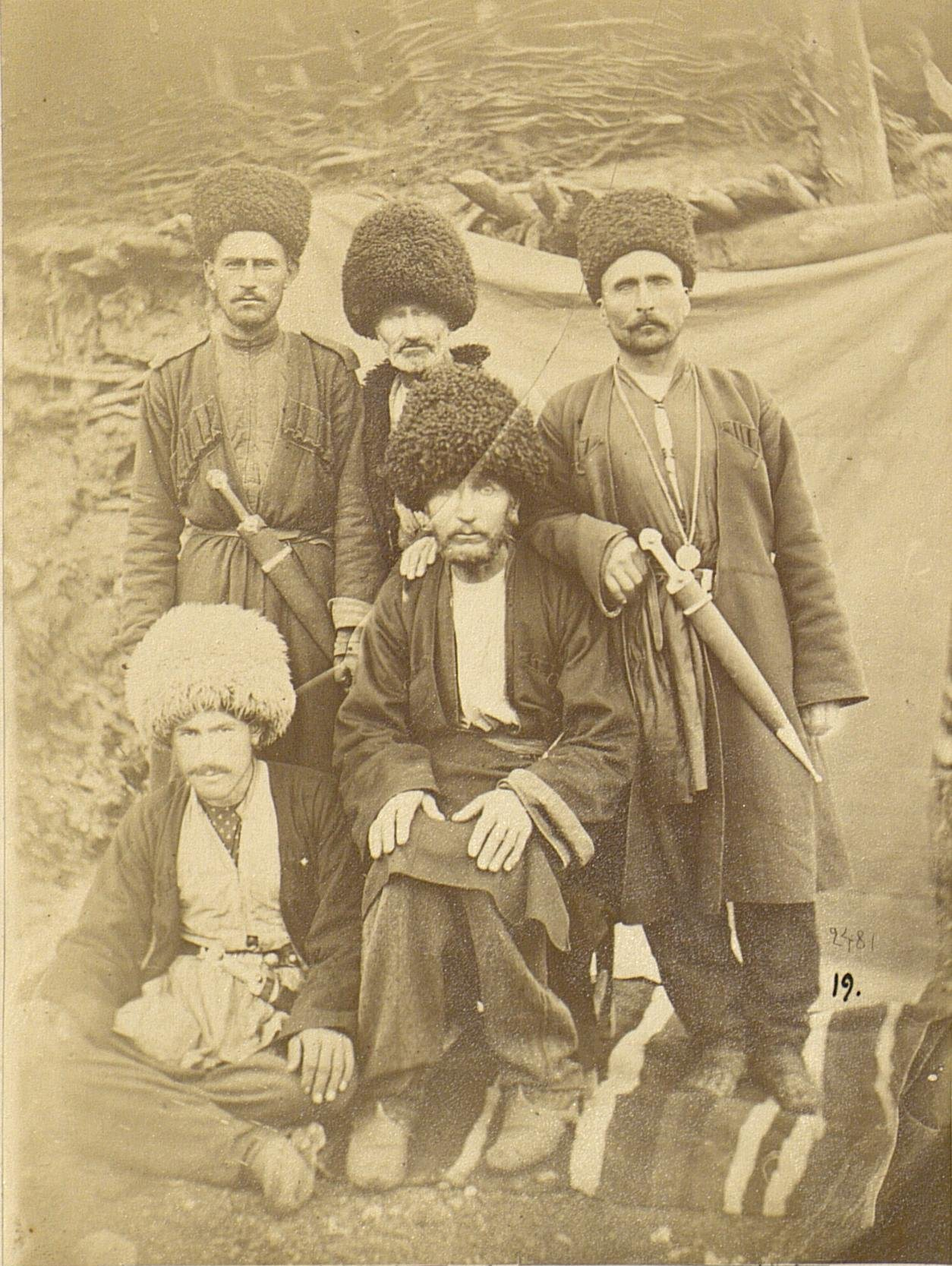
Лезгины из села Лаза Кубинского уезда (ныне Гусарский район), 1880 год

Согласно современным исследованиям, лезгины происходят от албанских племен, в частности, от легов, хотя в литературе дореволюционного времени встречаются разные версии, от гуннского («Тарихи Дербент-намэ») и до индийского (А. Берже). По определению исследователя Джеймса Минахана, «лезгины уще — коренная кавказская культура неизвестного происхождения». В античный период в зоне расселения азербайджанских лезгин проживали племена кавказских албан, Они в древности и в средние века участвовали в этногенезе ряда народов, в том числе и лезгин. В албанскую эпоху на правобережье реки Самур появились иранские племена массагетов, заселившие территорию между реками Самур и Белбела и, согласно А. К. Аликберову, со временем растворились среди преобладавшего лезгинского населения. С массагетами связано название области Маскут (в арабской передаче Маскат), ныне современный Мюшкюр на территории Губинского и Хачмазского районов. В. Ф. Минорский отмечает, что области Шабран и Маскат первоначально «принадлежали лезгинским (лакз) княжествам, но постепенно были аннексированы Ширваншахами и стали яблоком раздора между ними, эмирами ал-Баба и даже правителями Аррана». Советский этнограф М. М. Ихилов считал лезгин древними обитателями края[какого?], численность которых стала уменьшаться во времена распада Кавказской Албании, а затем прихода тюркского и монгольского населения.
Ни один из авторов IX—XV веков не упоминал о лезгинах, как и о других лезгиноязычных народах (цахурах, рутульцах и агулах), поскольку все они были объединены под названием «жители страны Лакз» (термин «Лакз» у этих авторов носил территориальное понятие).

### XVIII век
При Сефевидах Баку, Шеки, Ареш, Алцуг, Куба, Колхан, Сальян и Дербент с округой входили в состав Ширванского беглербегства с центром в городе Шемаха. В начале XVIII века среди этнических групп этой части Кавказа развернулось движение, направленное против персидского владычества в регионе. Вначале восстали Джаро-Белоканские вольные общества, которых поддержали соседи-азербайджанцы. Особую роль в восстании сыграл уроженец лезгинского (село населено азербайджанцами) селения Дедели в Мюшкюре (ныне Хачмазский район) Дауд, более известный как Хаджи-Давуд. К нему примкнул кайтагский уцмий, который предоставил отряд под предводительством Муртузали. Будучи духовным лицом суннитского толка в Южном Дагестане и Кубе, Хаджи-Давуд этому движению сумел придать антииранский характер, обличив её в религиозную оболочку. Он выдвинул лозунг борьбы за суннитское «правоверие» против шиитской «ереси».
В 1711 году восставшие во главе с Хаджи-Давудом и Муртузали взяли Шабран, после чего двинулись в Кубинское ханство, осадили и заняли Худат. Кубинский хан Султан-Ахмед-хан, являвшийся мусульманином-шиитом, и все члены ханского дома, за исключением одного грудного ребёнка, были убиты.
Объединённые отряды горцев под предводительством Хаджи-Давуда, казикумухского хана Сурхая и Хасбулата в 1712 году совершили внезапное нападение на Шемаху и взяли её, подвергнув город грабежу и разорению. Помощь Хаджи-Давуду и Сурхаю оказали жители лезгинского вольного общества Ахтыпара. Как гласит один источник: «куралинцы, дагестанцы, лезгины и прочие из гор к ним (то есть Дауд-беку и Сурхаю — прим.) пристали, потом пошли оные к Шемахе… хана и всех людей высоких чинов побили». Шахские ставленники выстроили на реке Самур укрепления «из сырова кирпичу для защиты от куралей и лезгинцев…».
Вслед за взятием Шемахи восставшие разбили гянджинского и эриванского ханов, осадили Баку и другие центры. Ставленники шаха бежали в Персию. Изгнав Сефевидов, Хаджи Давуд и Чолак-Сурхай оказались в сложной обстановке после ограбления русских купцов в Шемахе. Они обратились к османскому султану за покровительством или, как писал И. Г. Гербер, «поддались турецкому владению». Однако в подданство Османской империи приняли только Хаджи Давуда, власть которого была признана над всем Дагестаном. Чтобы воспрепятствовать турецкому вторжению на Кавказ, российский император Пётр I организовал персидский поход, итогом которого стало подписание в 1724 году Константинопольского договора о разграничении сфер влияния Российской и Османской империй в Закавказье.
В середине XVIII века в связи с распадом государства Надир-шаха в Восточном Закавказье возникли десятки полунезависимых ханств и султанств, в том числе Кубинское ханство, в состав которого вошли азербайджанские лезгины. Они проживали в горной части ханства, где господствовало обычное право (адат), а самостоятельность некоторых беков и самого населения фактически ограничивала власть ханов. По мнению историков Б. Г. Алиева и М.-С. К. Умаханова, с появлением Кубинского ханства у лезгин появляется «понятие разобщённости, принадлежности к разным государствам», поскольку ранее Дагестан и Ширван представляли две части одной территории. Согласно БСЭ до XIX века лезгины не составляли единой политической общности.
Лезгины в Кубинском ханстве были свободны от податей и повинностей и часто пользовались от хана подарками, потому что будучи воинственного духа, они составляли всегда опору ханов при раздорах с соседями.

### В царское время
Во время первой русско-персидской войны в 1806 году Кубинское ханство вошло в состав Российской империи. Спустя шесть лет, в феврале 1812 года, были образованы Дербентская и Кубинская провинции, во главе которых стояли военно-окружные начальники. Гюлистанский мирный договор, заключённый в 1813 году между Россией и Персией, строился на принципе status quo ad presentem, что подразумевало закрепление тех границ, которые установились к моменту его подписания. По условиям договора Персия признала переход Кубинского ханства под власть России. Эти условия были подтверждены Туркманчайским мирным договором 1828 года, завершившим вторую русско-персидскую войну.
По сведениям, собранным среди кубинцев в 1830-х годах, Кубинская провинция делилась на две части: «заключающаяся между реками Самуром и Кудиалом называется Лезгистаном», а часть от Кудиала и далее в горы — Туркистаном. Будухский и часть Ханалыгского магалов ввиду горного положения именовались Дагестаном. На основе этих сведений в «Обозрении российских владений за Кавказом» (1836) делался вывод, что «часть обитателей Кубинской провинции происходит от племени Лезгинского, а другая — от Татарского…».
После присоединения Кубинского ханства к России происходило интенсивное вытеснение лезгинского населения из Кубы, Кусара и Худата, а отобранные земли отдавались русским переселенцам и под военные гарнизоны. Лезгинское население было насильно вытеснено из селения Куснет (ныне Владимировка), обладавшее богатыми пастбищами и плодородными землями и садами, а его жители под давлением царских комендантов переселены в бесплодные горы, где они основали новый аул со старым названием.
Большое количество лезгин участвовало в Кубинском восстании 1837 года, направленном против царской политики на Кавказе. Оно явилось самым крупным восстанием в истории Азербайджана Нового времени. Согласно советским историкам, его основной движущей силой было кубинское крестьянство. Во главе восстания встали староста селения Хулуг (ныне Гусарский район) Гаджи-Мамед, принявший на себя звание хана, и крестьянин-лезгин Яр Али. На помощь Гаджи-Мамеду в селение Бедиркалу прибыли 100 кюринцев (то есть лезгин) из Дагестана. В селении Ахбиль (ныне Губинский район) силы повстанцы значительно пополнились и к началу блокады Кубы «в отряде находились уже жители почти всех магалов Кубинской провинции в числе 12 000». Помимо жителей провинции, среди них находилось значительное количество «казыкумыхцев и даже некоторое количество табасаранцев». Для подавления восстания были привлечены милиция, которую казикумухский хан Мамед-Мирза собрал по требованию генерал-майора Реутта; ширванская милиция; царские войска во главе с генералом К. К. Фезе, сражавшиеся на тот момент с Шамилем; воинские части из Закатал, которые сопровождала джаро-белоканская милиция под командованием илисуйского султана Даниял-бека. Однако восстание было подавлено главным образом азербайджанскими и дагестанскими феодалами.
В 1840 году в составе Каспийской области был образован Кубинский уезд, ставшей в 1846 году административной единицей Дербентской, а с 1860 года — Бакинской губерний. В составе Бакинской губернии лезгины населяли северную и северо-западную часть этого уезда, по рекам Алпанк, Кусарчай, Тагерджалчай и Самур. Российский натуралист, статистик и этнограф XIX века Н. К. Зейдлиц, давший одну из первых характеристик азербайджанских лезгин, писал, что они «занимают по правому берегу р. Самура полосу от 20—30 вёрст ширины, простирающуюся на 80 вёрст с вершин главного Кавказского хребта до большой просёлочной дороги, проходящей верстах в 10-ти от берега Каспийского моря». Он насчитал в Кубинском уезде 50 аулов и 21 выселок, жители которых целиком или частью говорили по-кюрински (то есть по-лезгински).

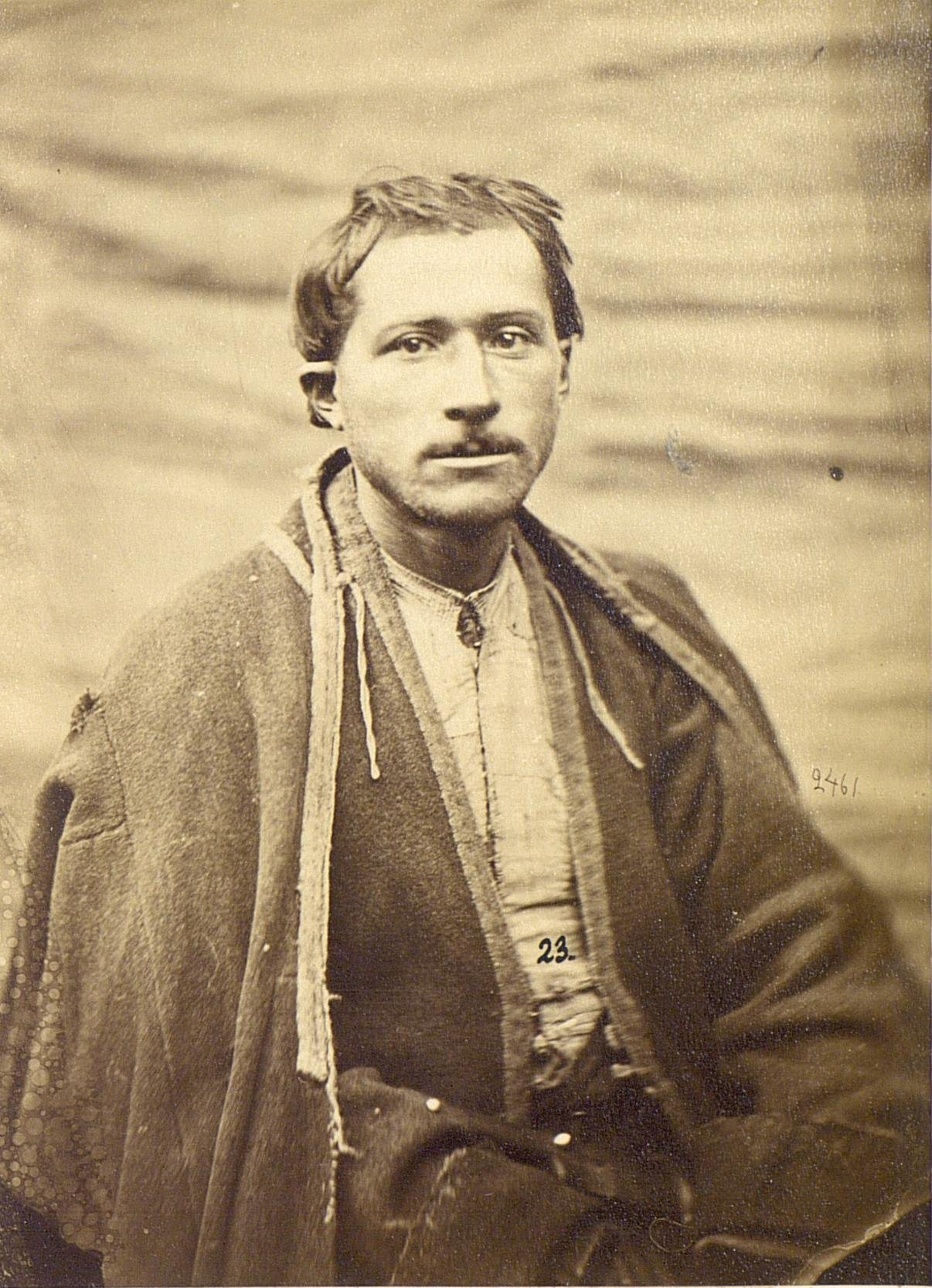
Лезгин из селения Кузун, 1880 год

В апреле 1877 года в Чечне вспыхнуло восстание против российских властей, перекинувшееся затем на Дагестан. 12 сентября оно охватило лезгин Кюринского округа, которые 15 сентября перешли Самур и вторглись в Кубинский уезд. По пути они сожгли штаб 34-го ширванского полка и разрушили Худатскую и Яралинскую почтовые станции. Жители Кубинского уезда в знак солидарности подняли восстание и избрали ханом подпоручика Гасан-бека. В октябре к восстанию примкнули ахтынцы, провозгласившие Самурским ханом капитана милиции Кази Ахмеда. Ахтынцы, намереваясь расширить охваченную восстанием территорию, двинулись в Кубинский уезд и атаковали крепость Кусары. После трёх неудачных попыток овладеть ею, часть восставших явилась в Кусарскую крепость и сдалась, а остальные во главе с Кази Ахмедом отступили. Восстание продолжалось в Южном Дагестане около двух месяцев и было подавлено в начале ноября.
В 1860—1870-х годах горцы интенсивно переселялись на равнину, в область Мюшкюр. Часть жителей из 47 лезгинских селений образовали здесь 35 выселков (7,3 тысяч человек), которые не являлись самостоятельными населёнными пунктами, поскольку продолжали считаться частью старых поселений. Проживание некоторых членов семей носило сезонный характер. Помимо лезгин, в Мюшкюре свои выселки постоянно образовывали крызы. С начала 1860-х и до 1880-х годов в этих местах наряду с 58 крызскими выселками возникло 35 лезгинских. Как пишет Х. Х. Рамазанов, «В 1850 г. в Докузпаринском магале было 10 селений, причём жители 8 селений отправлялись на отхожий промысел в Нухинский уезд. Одна треть жителей Балуджа, половина населения Ялтуга, 24 двора Джин Джига и 74 двора Ихири из-за недостатка земли переселились в Азербайджан и основали там новые селения».

#### Отходничество. Начало XX века
Значительную роль в истории лезгин сыграло отходничество, которое получило среди них широкое распространение. Это отразилось в пословицах уходивших на заработки в Баку малоземельных крестьян-лезгин: «Дорога в Баку стала подобно дороге на мельницу» (лезг. Бакудин рехъ регъуьн рехъ хьиз хьанва), «Посмотри Баку, продав даже свою единственную корову» (лезг. Баку — авай са кални гана аку).
Из окраин Дагестана больше всего отходников приходилось на Самурский округ. По свидетельству К. Ф. Гана (начало XX века), жители лезгинского селения Ихир (Докузпаринский участок Самурского округа) в Нухинском и Арешском уездах «слесарными работами и шитьём тулупов и шуб зарабатывают… деньги на пропитание своих семейств».
Начиная с осени, после уборки урожая, значительная часть мужского населения уходила работать на Бакинские нефтяные промыслы или сельскохозяйственные работы в Азербайджан. Отходники иногда брали с собой всю семью. По рассказам старожилов селений Ахтынского района Дагестана, когда отходники отправлялись на заработки вместе с семьёй, они оставляли молодых девушек и женщин дома, поскольку тех могли похитить в Азербайджане. Не брали молодых женщин и тогда, когда отправлялись на зимние пастбища.
Нельзя исключать того, что среди бакинских нефтепромысловых рабочих были не просто известные под обобщающим названием «лезгины», а собственно лезгины. Например, сохранились всего 2 тысячи «личных дел» рабочих крупнейшего российского предприятия «Товарищества нефтяного производства Братья Нобель» за период с 1879 по 1922 годы. Они дают сведения о 234 рабочих фирмы, относящихся к лезгинской национальности, многие из которых занимались бурением и нефтедобычей.
Как писал Л. И. Лавров: «В конце XIX века рост числа лезгин, уходивших на заработки в Баку и другие центры, привёл к зарождению лезгинского пролетариата». В Баку работали такие революционеры как Н. П. Самурский из Куруша, К.-М. Агасиев и М. Айдинбеков (Маленький Мамед) из Ахтов. Последние двое вступили в социал-демократическую организацию «Гуммет» («Энергия»). В 1905 году по поручению Бакинского комитета РСДРП К.-М. Агасиев создал в Балаханах социал-демократическую группу «Фарук» («Поборник справедливости»), основу которой составляли рабочие-дагестанцы (позднее именем К.-М. Агасиева в Азербайджане будет назван город Аджигабул и одноимённый район). Военный губернатор Дагестанской области в донесении наместнику царя на Кавказе от 1905 года свидетельствовал о большом влиянии революционного Баку на Южный Дагестан:
Жители чутко прислушиваются и интересуются всем тем, что происходит в России и на Кавказе, и в особенности в Баку. С этим последним население [Самурского] округа, и в особенности селения Ахты, тесно связано как с пунктом, где оно всегда находит заработок… Несомненно, что жизнь в Баку и все тамошние события растлевающим образом действуют на пребывающих там лезгин.
В годы Первой русской революции на Северном Кавказе и в Азербайджане развернулось партизанское-разбойничье движение, известное как абреческое или качагское. В этом движении участвовали представители различных кавказских народов, в том числе и лезгины. Абрек Буба из лезгинского селения Икра в Южном Дагестане терроризировал всё побережье Каспия от Баку до Порт-Петровска. Он взимал дань в Дербенте: «На всём протяжении берега Каспийского моря от Баку до Петровска каждый рыбный промысел, крупных садовладельцев и богатых купцов г. Дербента он обложил взносом соразмерно своих операций». В 1913 году Буба Икринский и Саламбек Гараводжев из ингушского селения Сагопши сдались властям и по приговору военно-полевого суда были повешены.
Царские власти совершали против качагов военные рейды и карательные экспедиции. В борьбе против карательных формирований и бекских отрядов действия качагов в Южном Дагестане часто соединялись с действиями качагов Северного Азербайджана.

### Появление лезгинских селений

#### Предания
Дагестанский этнограф С. Агаширинова писала, что появление многих лезгинских селений Азербайджана связано с переселением части дагестанских лезгин на его территорию. С другой стороны, известный дагестанский этнограф М. М. Ихилов, касаясь образования некоторых лезгинских селений на территории современного Азербайджана переселенцами-лезгинами из горных лезгинских сел Дагестана и внутренних лезгинских районов Азербайджана, высказывал предположение, что:

значительная часть лезгин, загнанных в ущелья гор в период распада Кавказской Албании, нашествий арабов, монголов и других восточных завоевателей, при благоприятных исторических условиях стремились вновь спуститься на плоскость.— 
По преданию, селение Хазра возникло на месте, где ранее останавливались завоеватели, нападавшие на горные сёла. Прослышав об этом, жители высокогорных селений неожиданно напали на противника. Чтобы преградить завоевателям путь в горы, воины селений Кара-Кюре и Микрах решили обосноваться на этом месте. Так было основано селение Яргун. Постепенно в него стали стекаться жители других горных сёл Шахдагской долины. Предание гласит, что туда прибыли также шииты из Мискинджи, ставших впоследствии суннитами, отчего в Хазре по сей день существует тухум «шигъяр» («шиитский»). Иную версию приводит А. К. Бакиханов: «Жители же села Хазра (прежнего Хазрата — „священный“) Тахмаспом переселены из Персии и размещены близ гробницы его прадеда шейха Джунейда», потому один квартал Хазры именуется шиитским.
Согласно преданию о появлении села Гедезейхур, молодой пастух из Магарамкентского района, который нередко спускался со скотом на место нынешнего селения, использовавшееся для пастбищ, повстречал красивую девушку и влюбился. Он женился на ней и построил казма (землянку), обзаведясь хозяйством. Селение, которое выросло на этом месте, получило в честь безымянного его основателя лезгинское название «Гедесийхюр» («Новое селение молодого человека»).
Предки жителей села Гиль Гусарского района, по преданию, вышли из высокогорных селений Ахтынского и Курахского районов. Образование же села Юхари-Тахирджал связано с рассказом о неком Тахире, который спустился с Микрахских гор (Шалбуздага) и основал поселение. Основание села Аных легенды и предания связывают с армянами; местные жители приписывают его мифическому родоначальнику Абукару.
По рассказам старожилов селения Аваран, некий Абдулкерим из села Баксух после какого-то раздора переехал со своей семьёй на это место, где обосновался, построив себе казма. Однажды люди местного хана, проезжая, увидели проживающую семью Абдулкерма. Они доложили хану, и тот отправил туда своих нукеров. Глава семьи находился на охоте, но хозяйка радужно приняла прибывших и хорошо их угостила. По возвращении они рассказали хану про переселенцев из Дагестана. За гостеприимство, проявленное к его людям, хан сделал им подарок и сказал, что те могут привести сюда своих родственников. Вскоре к Абдулкериму переселились остальные родственники, которые назвали своё селение «Аваран» («скитальцы»). В числе переселенцев, помимо выходцев из Баксуха, были несколько семейств из Куруша и Агула.
Происхождение города Гусар местные лезгины объясняют лезгинским «гьусар» («две могилы»). По преданию, Гусар возник на месте, где происходил поединок двух лезгин, которые были убиты и там же похоронены.

#### Исторические данные
Установить время основания селений Аных, Эвежух, Таирджал, Дустаир, Хазры и других невозможно. Некоторые сведения дают археологические материалы. Так, в результате археологических работ, проведённых в 1976 году экспедицией Азербайджанского государственного университета им. С. М. Кирова, на территории села Аных были выявлены грунтовые захоронения и погребения типа каменных ящиков. Обнаруженные в них находки (глиняные сосуды, железные ножи, наконечники копья и т. д.) позволяют датировать погребения VIII—IX веками. Возле села Аных находится позднесредневековая крепость, в двух местах которой сохранились остатки мощных крепостных стен. 
Между тем, существует легенда, согласно которой Аных когда-то в древности построили армяне.
В селе Гиль находится могильник, датируемый первым тысячелетием до н. э. В окрестностях села Эвежух сохранились памятники арабского и монгольского времени. Южную часть села Дигах занимает средневековое поселение с одноимённым названием, открытое археологами в 1980 году. Само её название (на древнеперсидском языке ди — село, гях — обжитое место; отсюда дигях — место села, то есть поселение) свидетельствует о наличии здесь, в древности, поселения. Эта местность, как предполагают археологи, носило название Дигях до появление нынешней деревни (приблизительно середина XIX века) и потому новое селение получило такое же название. На территории села Хазра в 1958 году было открыто ещё одно средневековое поселение — Галахур (кала — укрепление, хур — по-лезгински означает село). Оно расположено на важном транспортном пути, по которому проходили арабы, монголы и кызылбаши. Более того, самое поселение находится к юго-востоку от мавзолея шейха Джунейда.
Ихилов отмечает, что этнографическое изучение кубинских лезгин приводит к мысли, что в древние времена они были преобладающим населением края[какого?]. Повсеместно сохранились на территории топонимические названия, — «лек», «лег», «легер», «гиль» и др. Они напоминают нам древние этнонимы  — «леки», «гели». Численность лезгинского населения стала уменьшаться здесь во времена распада Кавказской Албании, а затем прихода на эту территорию волны тюркского, а вслед за ним и монгольского населения. Можно полагать, что часть албано-лезгинского населения подверглась насильственной ассимиляции.

### Во время Русской революции и гражданской войны
Во время распада Российской империи и непродолжительного периода гражданской войны территории проживания лезгин переходили под контроль разных политико-государственных образований (Дагестанская область под контроль Горской Республики и белогвардейской администрации Юга России, Бакинская губерния — под контроль Азербайджанской Демократической Республики). Советская власть на территории Восточного Закавказья была установлена весной 1920 года.
В марте 1918 года Бакинский Совет, состоявший из большевиков и левых эсеров, при поддержке вооружённых отрядов армянской партии «Дашнакцутюн» и правых эсеров в результате кровопролитных событий утвердил свою власть в Баку. Эти события привели к многочисленным жертвам среди местных мусульман (по различным оценкам, от 3 до 12 тысяч). Аналогичные события вскоре произошли в Кубинском уезде. В апреле Кубу заняли солдаты во главе с большевиком Давидом Геловани, потребовавшим от населения признания Советской власти. Спустя несколько дней в город проникли вооружённые лезгины из соседних горных селений, которые поставили перед большевиками ультиматум — покинуть город или сдаться в плен. После отказа в Кубе развернулись многодневные уличные бои, завершившиеся победой лезгин. Отряд Д. Геловани покинул город, а вместе с ними ушли почти все местные армяне. Перед возвращением в свои аулы лезгины убили армянского и русского священников, бывшего налогового инспектора, русского лесничего, русского врача и многих оставшихся после падения царизма интеллигентов.
Вскоре из Баку в Кубу двинулся крупный дашнакский отряд под командованием Амазаспа и большевистского комиссара Венунца. Амазасп объявил горожанам Кубы, что он прибыл для отмщения убитых армян с приказом «уничтожить всех мусульман от моря (Каспийского) до Шахдага». В районе Кубы отряд Амазаспа сжёг 122 деревни. Наряду с азербайджанскими и татскими селениями, погрому подверглись и лезгинские: Аваран, Дигях, Дустаир, Гедезейхур, Зухул, Купчал, Ашагы Легер и другие.
В сентябре 1918 года Советская власть в Дагестане пала под ударами бичераховцев, а Баку был взят турецко-азербайджанскими войсками. Город стал столицей Азербайджанской Демократической Республики. Что касается Дагестана, то в мае 1919 года его заняла уже Добровольческая армия, было сформировано Временное правительство Дагестана во главе с генералом М. М. Халиловым. 4 августа генерал М. М. Халилов издал приказ о мобилизации горцев в Добровольческую армию в возрасте от 19 до 40 лет. Однако округа, кроме Темир-Хан-Шуринского, отказались выполнять приказ, после чего М. М. Халилов направил в горы казачьих офицеров для обеспечения его выполнения. Вскоре началось восстание. 8 сентября Комитет Государственной обороны Азербайджана принял постановление о принятии на военную службу лезгин из Дагестана, уклоняющихся от мобилизации в Добровольческую армию: «Беженцев-лезгин из Дагестана пропускать в Азербайджан беспрепятственно; желающим поступить на военную службу в Азербайджане препятствий не чинить и просить военного министра надлежащих распоряжений».
В то время немало лезгин служило в азербайджанской армии. Из них почти полностью был укомплектован 1-й Татарский конный полк, дислоцировавшийся в Кусарах (нач. полк. Нухабек Софиев) (не путать с Татарским конным полком Дикой дивизии, сформированным из азербайджанцев). Во многих частях было распространено дезертирство, связанное с большевистской агитацией и условиями, царившими внутри армии. Масштабное дезертирство лезгин вызвали события в Дагестане. Под влиянием агитации турецкого офицерства и аскеров, сражавшихся с Добровольческой армией в Дагестане, целые группы военнослужащих-лезгин дезертировали из азербайджанской армии. Только 12 октября 1919 года 45 тысяч лезгин покинули 1-й Татарский конный полк, пытаясь уйти в Дагестан с оружием, патронами и конским составом. Большое количество дезертиров скопилось в пограничных с Дагестаном лезгинских селениях Кубинского уезда, они оказывали вооружённое сопротивление попыткам гражданской администрации побороть дезертирство.
Тогда же на территории Азербайджана активную агитационно-пропагандистскую работу проводили большевики-лезгины. Одного из них — М. Айдинбекова — во время существования Бакинской коммуны избрали от Раманинского района в Баксовет. Он также был членом Иногородней комиссии Бакинского исполкома и занимался организацией крестьянских Советов в районах Азербайджана, в частности Сальяне. В лезгинских районах Азербайджана М. Айдинбеков организовывал красные партизанские отряды, готовя восстание против иностранных интервентов и мусаватистов. Последние арестовали его в 1919 году в Тагар-Обе (Кубинский уезд) и он был убит в кубинской тюрьме. Его именем в Азербайджане был назван посёлок Мухтадир (ныне Истису) (Хачмазский район), а также одна из улиц Баку (ныне — улица Сеида Рустамова)[значимость факта?].

### Советский период
Уездная система царского времени продолжала сохраняться и после советизации Азербайджана. Современные лезгинские селения на тот момент входили в состав Кубинского и Нухинского уездов, пока в 1929 году их не упразднили. 8 августа 1930 года на территории первого были образованы Гильский и Кубинский, а второго — Варташенский, Куткашенский и Нухинский районы:6—7. Гильский указом от 19 июля 1938 года был переименован в Кусарский, а Нухинский указом от 15 марта 1968 года — в Шекинский районы:211. 8 октября 1943 года образовался Худатский район, вошедший в 1959 году в состав Хачмасского:8. Варташенский какое-то время с 1963 по 1966 годы входил в состав Закатальского района. В 1976 году несколько лезгинских деревень Кусарского и Хачмасского районов были переданы из одного в другой:214—215.
В 1941 году руководство Дагестанской АССР и Докузпаринского района приняло решение переселить в Хачмасский район колхозы села. Куруш и таким образом переселено было 113 хозяйств.
В общественно-политической жизни Советского Азербайджана представители лезгинской общины были представлены от руководителей производственных кооперативов до министров. На республиканском уровне высшим органом государственной власти являлся Верховный Совет Азербайджанской ССР, в I-й созыв (1938) которого было избрано 7 лезгин и столько же в 7-й созыв (1967—1970). На общесоюзном уровне высшим органом являлся Верховный Совет СССР, состоящий из двух палат — Совета Союза и Совета национальностей. В числе депутатов, избранных от Азербайджанской ССР в Совет национальностей Верховного Совета СССР III созыва, был уроженец Кусарского района, генерал-майор М. Абилов. В рамках объявленной М. С. Горбачёвым политической реформы, в 1989 году на смену Верховному Совету СССР пришёл Съезд народных депутатов СССР. Среди народных депутатов, избранных от Азербайджана, была лезгинка Рамия Сафарова.
Всероссийская перепись членов РКП, проведённая в 1922 году, зафиксировало в Азербайджане 70 членов партии лезгинского происхождения. В 1923 году среди секретарей уездкомов и райкомов АКП(б) трое были лезгинами. По данным на 1 января 1979 года 8,085 лезгин являлись членами Компартии Азербайджанской ССР, составляя 2,6 % от общего числа.
Представители лезгинской общины находились на постах первых секретарей райкомов партии (де-факто являлись руководителями административно-территориальных единиц) Али-Байрамлинского (М. Мамедов), Астаринского (Ф. Велиханов), Джебраильского (Ф. Велиханов), Евлахского (М. Мамедов), Дивичинского (Н. Абдуллаев, Г. Самедов), Кельбаджарского (М. Мутузаев), Кусарского (М. Муртузаев, С. Гаджибалаев), Ленкоранского (Н. Абдуллаев, М. Мамедов), Сиазаньского (М. Мамедов), Хачмасского (Н. Абдуллаев) районов:18, 245, 315, 350. Среди них были заместители министра заготовок республики (Н. Абдуллаев) и местной промышленности Нахичеванской АССР (С. Гаджибалаев):18, 350, а также министр сельского строительства Азербайджанской ССР (Ш. Гасанов). На ответственных постах в аппарате ЦК КП(б) Азербайджана работал С. Айдинбеков.

### Постсоветский период
Во время Карабахского конфликта от имени 60-тысячного лезгинского населения Кусарского района в 1989 году было принято обращение к народным депутатам СССР, авторы которого выразили свою солидарность с азербайджанским народом. Под это обращение подписались рабочие предприятий, совхозов, учителя, депутаты Верховного Совета Азербайджанской ССР (В. Бабаева, Ф. Бурджумова) и другие.
Начало 1990-х годов характеризовалось для Азербайджана внутриполитической нестабильностью, тяжёлой экономической ситуацией, на что повлияли распад СССР и неурегулированность Карабахского конфликта. Вследствие распада СССР лезгины оказались в разных государствах, что способствовало объединительным устремлениям. До Первой мировой войны территориальной проблемы у них не было, поскольку территория Российской империи простиралась дальше на юг до реки Аракс, по которой проходила российско-персидская граница. В ходе национально-территориального размежевания границей между Советской Россией и Советским Азербайджаном стала река Самур, но она не являлась международной границей и потому не представляла большой проблемы.
Первое требование лезгин о собственном территориальном образовании относится к 1965 году и связано с национальной организацией, которую возглавлял дагестанский писатель Искандер Казиев. Тогда, протестуя против ассимиляционной политики лезгин, она потребовала создать из территорий Дагестана и Азербайджана единую территориальную единицу, аргументируя это тем, что единое лезгинское образование предотвратит ассимиляцию и даст лезгинскому народу возможность свободно практиковать свою культуру и традиции. Объявленная М. С. Горбачёвым политика перестройки способствовала активизации национальных движений, как умеренных, так и радикальных. В течение всего 1989 года в ЦК КПСС регулярно поступали многочисленные письма с просьбами и предложениями, в числе которых: предоставить автономию для лезгин, которые проживают в северных районах Азербайджанской ССР или передать эти районы в состав Дагестанской АССР; образовать из районов Дагестана и Азербайджана с преобладающим лезгинским населением отдельную Лезгинскую АССР. По обобщению Джеймса Минахана, лезгинский национализм фокусировался на объединении Лезгистана в отдельную республику в составе России, либо в независимую кавказскую республику. По оценке шведского политолога Сванте Корнелла, хотя лезгины в целом были интегрированы в азербайджанское сообщество, факт существования дагестанских лезгин имел большое значение для сохранения их этнической и языковой идентичности.
В июле 1990 года в Дагестане было основано движение «Садвал», ставящее целью объединение лезгинского народа. Организация выступила с требованиями соблюдения прав лезгин и предлагала разные варианты, от создания в России и Азербайджане лезгинских автономий до радикального — создания единого «Лезгистана». В её руководстве в основном состояли представители Дагестана, а не северных районов Азербайджана. Постепенно движение «Садвал» радикализировалось, в отсутствие реакции со стороны правительств России и Азербайджана. В декабре 1991 года в условиях конституционного вакуума на Всенародном конгрессе лезгинского народа было провозглашено создание независимого государства Лезгистан из территорий Дагестана и Азербайджана. С. Корнелл считает эту декларацию актом паники перед угрозой реального территориального разделения, поскольку лезгинам стало очевидно, что международной границей между Россией и Азербайджаном станет река Самур.
В 1992 году отношения между Россией и Азербайджаном ухудшились, Россия ужесточила визовый контроль, что, по оценке политолога Элизабет Фуллер, стало для лезгин «детонатором», обострив противоречия; кроме того, азербайджанские власти считали, что за «Садвалом» стоит Россия. Во время эскалации войны за Нагорный Карабах азербайджанские лезгины были призваны на службу в азербайджанскую армию. Эти обстоятельства (лезгины часто отказывались служить в армии) способствовали ощущению незащищённости лезгин и спровоцировали серию протестов, особенно в марте 1993 года. Некоторые лезгины непосредственно участвовали в боевых действиях. В конце 1993 года был образован Кубино-Кусарский батальон (азерб. Quba-Qusar batalyonu, лезг. къуба-кцӀар батальон), в рядах которых находились жители Кубинского и Кусарского районов. Лезгин Ш. Рамалданов осуществлял общее руководство Горадизской операции. Среди лезгин также есть лица, посмертно получившие звание Национального героя Азербайджана как в период активной фазы конфликта (Ф. Мусаев, 1992), так и после (Ч. Гурбанов, 2016).
Степень влияния «Садвала» в тот период трудно оценить; по некоторым оценкам, в 1993 году оно достигло своего пика. Как полагает С. Корнелл, сторонники экстремизма не имели среди лезгин широкой поддержки, хотя лезгинский национализм в Азербайджане можно считать более радикальным, чем дагестанский. Летом 1993 года со стороны Дагестана было совершено нападение на азербайджанскую погранзаставу в Кусарском районе, а в 1994 году совершён теракт в бакинском метро, по обвинению в которых было осуждено десяток «садвалистов». После этого активность движения пошла на спад. VI конгресс «Садвала» в апреле 1996 года официально отверг требование о лезгинской государственности, поскольку оно рассматривалось как вредное для межэтнических отношений между лезгинами и азербайджанцами. Председатель функционирующего в Азербайджане лезгинского национального центра «Самур» Мурад-ага Мурадагаев во время празднования десятилетия этого общества в 2002 году заявил, что вклад в победу над «Садвалом» также внёс центр «Самур»: «Нам удалось сломать хребет сепаратистов, которые представляли нам карту Лезгистана. Сейчас „Садвал“ потерял своё влияние в Азербайджане».
В самом Азербайджане лезгины продолжали активно участвовать в политической жизни страны. В августе 1992 года была учреждена Лезгинская демократическая партия Азербайджана (Партия национального равенства Азербайджана), просуществовавшая до 1995 года, пока её регистрация не была отменена. Должность министра обороны Азербайджана (с 1995 по 2013 год) занимал лезгин С. Абиев, должность министра образования (с 1993 по 1997 год) — лезгинка Л. Расулова. Депутатами Милли Меджлиса (парламента) избирались лезгины Х. Гюнешови А. Манафова, которая возглавляла Комитет по природным ресурсам и экологии Милли Меджлиса.

## Численность и расселение

### Численность по сведениям XIX—XX веков

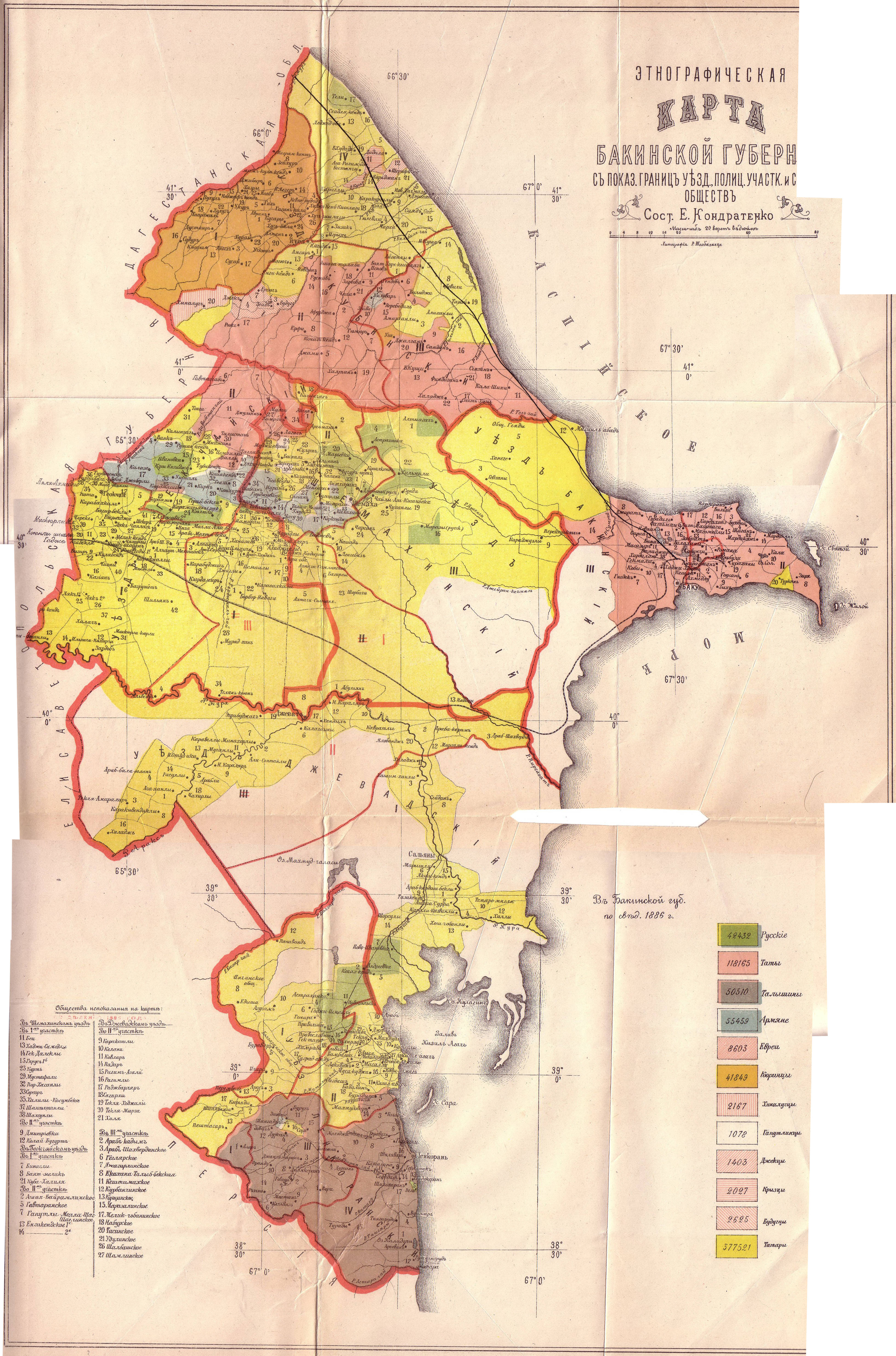
Кюринцы (лезгины) на этнографической карте Бакинской губернии (оранжевым цветом). Численность (41,849) дана по сведениям 1886 года. Сост. Е. Кондратенко

По данным списка населённых мест, составленного Кавказским статистическим комитетом (по сведениям с 1859 по 1864 год), численность кюринцев (то есть лезгин) в Бакинской губернии доходила до 28,641 человека. Они составляли 6 % населения Бакинской губернии, а в самом Кубинском уезде 21 % населения. По сведениям 1891 года в Бакинской губернии проживало 41,879 кюринцев и все в Кубинском уезде, из которых 41,176 в Кусарском участке и 487 — в Мюшкюрском. В числе «татар» Кусарского участка (то есть азербайджанцев Кусарского участка) также фигурировали «лезгины». К 1896 году кюринцы (лезгины) составляли 24 % населения Кубинского уезда.

Кубинский уезд на 1908 год

В некоторых источниках термин «кюринцы» объединяет несколько народностей. Так, в отчёте генерал-лейтенанта и военного востоковеда Н. Н. Белявского, руководившего в 1902 году экспедицией офицеров Генштаба Кавказского военного округа в Чечню, Дагестан и на Лезгинскую линию, численность «кюринцев»-суннитов в Кубинском уезде была определена в 58 тысяч человек, которые состояли из собственно кюринцев (то есть лезгин), джекцев, хиналугцев и кайтагцев.
В других дореволюционных источниках лезгины не показаны в традиционных местах проживания, а вместо них здесь указаны «татары» (то есть азербайджанцы). В Сборнике статистических сведений по Закавказскому краю, среди населения Кубинского уезда перечислены «татары»-сунниты и шииты (то есть азербайджанцы разных вероисповеданий), кюринцы, таты, джекцы, армяне, русские и евреи, причём по данным 1897 года среди преобладающих народностей Кусарского участка указаны «кюринцы» и «татары», Кубинского — «таты, татары и джекцы», а для Мюшкюрского — «татары», а по данным 1900 года среди преобладающих народностей одних сёл Кусарского участка указаны «татары», других сёл участка — русские и евреи, Кубинского — «татары», а для Мюшкюрского — «татары» и русские. В статистических ведомостях, приложенных к Обзору Бакинской губернии за 1902 год, зафиксированы как лезгины, так и «татары» (азербайджанцы), но сведения об их расселении довольно противоречивы. Так, в ведомости о распределении коренного населения Бакинской губернии по вероисповеданиям и национальности на 1 января 1903 года, указан только 421 лезгин-суннит и все в Ленкоранском уезде. Зато в другой ведомости этого Обзора, касающейся временно-проживающего населения губернии по вероисповеданиям и национальностям, числятся 15,869 лезгин-суннитов (12,433 мужчины и 3,436 женщин). Ещё одна ведомость Обзора, показывающая национальный состав селений Бакинской губернии на 1 января 1903 года, не упоминает лезгин в местах их традиционного проживания; например, все жители лезгинских селений Кусарского участка (Аваран, Хазры и другие) отмечены как «татары» (то есть азербайджанцы).
Материалами учёта национального состава Азербайджана за 1931 год в Азербайджане было зафиксировано 79,306 лезгин.

### Динамика численности по переписям населения XIX—XX веков
Первая всероссийская перепись населения 1897 года показала следующее число носителей кюринского наречия (то есть лезгинского языка):
- В Бакинской губернии:
  - Кубинский уезд — 44,756 (24,42 %)[139], в том числе г. Куба — 221 (1,44 %)[140]
  - Геокчайский уезд — 2045 (1,74 %)[141]
  - Бакинский уезд — 1235 (0,68 %)[142], в том числе г. Баку — 310 (0,28 %)[143]
  - Шемахинский уезд — 73 (0,06 %)[144]
- В Елисаветпольской губернии:
  - Нухинский уезд — 8506 (7,06 %)[145], в том числе г. Нуха — 114 (0,46 %)[146]
  - Арешский уезд — 5869 (8,72 %)[147], в том числе мест. Агдаш 84 (15,91 %)[148]
  - Джеванширский уезд — 79 (0,11 %)[149]
- В Тифлисской губернии:
  - Закатальский округ — 975 (1,16 %)[150], в том числе г. Закаталы — 1 (0,03 %)[151]

В других переписях, проведённых после переписи 1897 года, часть учтённого населения указана «лезгинами». Однако под ними могли подразумеваться дагестаноязычные народы. Например, перепись Баку 1913 года зафиксировала здесь 1352 «лезгина» (75 уроженцев города и 1277 родившихся вне Баку), однако указала 1349 человек, являвшихся носителями «лезгинских» языков (аварского, кюринского (то есть лезгинского), казикумухского (то есть лакского), табасаранского и других).
По результатам переписи населения, проведённой в 1931 году Народным комиссариатом просвещения Азербайджанской ССР, в республике насчитывалось 79,345 лезгин.

#### Динамика численности по общесоюзным переписям населения
По общесоюзным переписям динамика воспроизводства лезгинского населения в Азербайджане претерпевала определённые изменения от одной переписи к другой. Так, в период с 1926 по 1939 год численность лезгин увеличилось в 3 раза. По предположению Ч. Бахышова, носители лезгинского языка, назвавшие в 1926 году себя азербайджанцами с родным лезгинским языком, и, вероятно, некоторые двуязычные лезгины, в последующих переписях стали именовать себя лезгинами. По крайней мере в 1926 году число лиц с родным лезгинским языком на 83 % превышало численность лезгин по самоидентификации. Так по переписи 1926 года в Азербайджане проживало 37 263 лезгина, а лиц с кюринским (то есть лезгинским) языком было 68 281 человек.
Перепись 1926 года также отметила в Азербайджане 31 700 тюрок с кюринским языком (то есть азербайджанцев с лезгинским языком). По мнению Т. И. Семёнова, «здесь, вероятно, имеют место скорее недочёты в самом обозначении народности, чем явление языковой ассимиляции, так как трудно думать, чтобы какая-либо небольшая местная народность могла получить значительные культурные приобретения среди тюркского населения с его давней и своеобразной культурой». Однако это был не единичный случай и перепись зафиксировала тюрок (азербайджанцев) с родным татским, талышским, хиналугским, джекским (то есть крызским) и другими языками. Б. Михельс выдвинул две версии: либо представители некоторых малых народов относили себя к тюркской (азербайджанской) национальности, либо некоторые подсчёты отождествляли принадлежность к Исламу с принадлежностью к тюркам. По утверждению Джеймса Минахана в советские годы «официальная политика требовала ассимиляции в азербайджанскую культуру». В то же время жители, например, Губинского региона, порой владели языком соседей. Так, М. Д. Багиров, возглавлявший Азербайджан в течение двадцати лет, был уроженцем этого края и помимо родного азербайджанского языка свободно владел лезгинским.
За период между переписями 1939 по 1959 годов численность лезгин снизилась, преимущественно в тех районах, где они проживали чересполосно с азербайджанцами; там, где они составляли большинство или значительную часть населения, в свою очередь наблюдался их прирост. Уже в период с 1959 по 1970 год численность лезгин увеличилась, но в течение 1970—1979 годов среднегодовой прирост по сравнению с предыдущими десятилетиями у них снизился сильнее, чем у азербайджанцев, в результате чего доля лезгин в населении Азербайджана уменьшилась.
| 1897   | 1921   | 1926   | 1937    | 1939    | 1959   | 1970    | 1979    | 1989    | 1999    | 2009    |
| ------ | ------ | ------ | ------- | ------- | ------ | ------- | ------- | ------- | ------- | ------- |
| 63 670 | 92 368 | 37 263 | 104 789 | 111 666 | 98 211 | 137 250 | 158 057 | 171 395 | 178 000 | 180 300 |

Вопрос численности лезгин в Азербайджане в постсоветской истории политизировался, официальные данные и оценки лезгинских источников существенно различались. По словам известного азербайджанского политолога А. Юнусова, согласно проведённому в 1994—1998 годах исследованию в северо-восточных районах Азербайджана численность лезгин находилась в пределах 240—250 тысяч человек, тогда как лидерами лезгинских движений «Садвал» (в России) и «Самур» (в Азербайджане) приводились цифры в 300—400 тысяч человек. Эти цифры азербайджанским правительством отрицались. Как полагал С. Корнелл, численность лезгин неизвестна, она может существенно превышать официальные данные. Дагестанские эксперты, чьи оценки опубликованы в региональных СМИ, определяли общую численность лезгин в Азербайджане примерно в 300 тысяч человек. По мнению экспертов Института этнологии и антропологии РАН имени Н. Н. Миклухо-Маклая и Института истории, археологии и антропологии Дагестанского Научного Центра РАН «в Азербайджане число лезгин значительно выше (около 300 тыс. человек).

### Численность лезгин в составе городского и сельского населения
По состоянию на 1897 год абсолютное количество кюринцев (то есть лезгин) проживало в сельской местности. Они составляли всего лишь 1,2 % населения городов Бакинской и 1,4 % Елизаветпольской губерний.
Хотя в советское время доля лезгин-горожан продолжала расти, большая часть азербайджанских лезгин оставались сельскими жителями. Перепись 1921 года зафиксировала 1634 «лезгина» в составе городского населения Азербайджана. Среди сельского населения республики она показала 90,734 лезгина (6,6 % от общего населения), часть из которых (31,8 %) приходилась на жителей Закатальского уезда (впоследствии Балакенский, Загатальский, Гахский и Шекинский районы), где из народов нахско-дагестанской семьи языков наиболее компактно представлены аварцы, ахвахцы и лезгиноязычные рутульцы и цахуры.
В демографической переписи 1923 года среди городского населения республики (485,792 человека) зафиксировано 3033 лезгина, а согласно переписи, проведённой в 1931 году, в составе городского населения Азербайджана (802,076 человек) числится уже 7,548 лезгин.
По переписи 1999 года доля сельских жителей среди лезгин составляла 63,3 %.

### Расселение

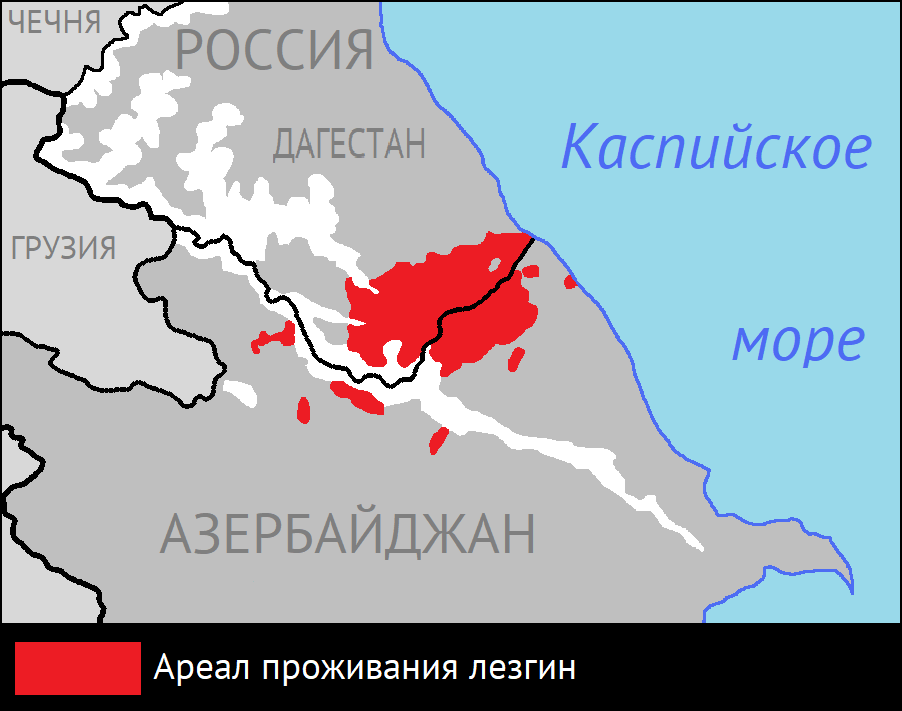
Ареал проживания лезгин в 1989—2003 годах

Территория компактного расселения лезгин занимает Гусарский, часть Губинского и Хачмазского районов. Несколько лезгинских поселений расположены за Главным Кавказским хребтом в Габалинском, Исмаиллинском, Огузском и Шекинском районах. Существуют также смешанные населённые пункты, где лезгины проживают с представителями других народов. Лезгинское население представлено в крупных городах, таких как Баку и Сумгаит. Сам Баку по переписи 2009 года занимает второе место среди регионов страны по количеству проживающих здесь лезгин.
Основная масса всех лезгин Азербайджана (41 %) сосредоточена в Гусарском районе, где они являются преобладающим населением. Лезгины проживают в 56 из 63 селений Гусарского района. Его административным центром является город Гусар. Задолго до революции в этом населённом пункте наряду с русскими поселенцами также проживали персидские и грузинские торговцы, но затем он превратился в центр компактного расселения только лезгин. Если по переписи Азербайджана 1921 года русские составляли 32,1 %, лезгины 28,3 %, а азербайджанцы 27,6 % населения Гусара, то уже по данным переписи 1979 года 80 % населения города были только лезгины.
В Хачмазском районе они населяют десятки населённых пунктов. Э. Керимов, совершивший с научной целью поездку в 1975 году, отметил наличие здесь 35 лезгинских и несколько смешанных (азербайджанско-татско-лезгинское, азербайджанско-лезгинское) селений. С. Агашириновой на тот период (1978 год) в Хачмасском районе указано 18 деревень, населённых лезгинами (с. Кухоба, Калоптароба, Каратоба, Узденоба, Торпахкерпи, Тагироба, Керимоба, Ортаоба, Ханоба, Укуроба, Леджет, Дустаироба, Зухул-оба, Селимоба, Якуб-оба, Ясаб-оба, Мурух-оба, Балакусар), а также 4 населённых пункта, где лезгины живут смешанно с азербайджанцами (с. Кулар, Ширвановка, Тел и Махмудкент).
Лезгины представлены в северной части Губинского района. В этом районе их селениями являются Кымыл, Куснет и Дигax, а также смешанно с азербайджанцами они населяют Кашреш.
В Габалинском районе лезгины населяют Дурджу, Кюснет, Кемерван и Лазу, которые расположены в горах и предгорьях. К чисто лезгинским сёлам Исмаиллинского района относятся горные поселения Истису, Каладжык (каладжухцы), Курбанэфенди (курушцы) и Сумагаллы (смугульцы). Они также населяют часть села Ивановка, которую именуют Чёрный город (помимо них в Ивановке также проживают русские и азербайджанцы).
В Огузском районе лезгины представлены в высокогорном селе Фильфили и находящемся рядом селом Нижнее Фильфили, а также составляют большинство населения в с. Йеникенд и Топкент.
В начале XX века лезгин можно было встретить и в других населённых пунктах, расположенных на южных склонах Главного Кавказского хребта. О нескольких семействах лезгин, переселившихся в татское селение Лагич, преимущественно из с. Мискинджа (Самурский округ Дагестанской области), упоминал автор краеведческого описания Лагича (1901 год), учитель Лагичского училища М.-Г. Эфендиев. По сообщению лингвиста и этнографа А. М. Дирра, датированного 1903 годом, в Варташене, помимо удин, встречались также «татары» (то есть азербайджанцы), армяне, персидские евреи и несколько лезгин. В прошлом (конец XIX века) лезгины-кюринцы проживали в рутульском селе Шин (Шекинский район).
| Распределение лезгинского населения по административным регионам согласно результатам переписей населения | Распределение лезгинского населения по административным регионам согласно результатам переписей населения | Распределение лезгинского населения по административным регионам согласно результатам переписей населения | Распределение лезгинского населения по административным регионам согласно результатам переписей населения | Распределение лезгинского населения по административным регионам согласно результатам переписей населения | Распределение лезгинского населения по административным регионам согласно результатам переписей населения | Распределение лезгинского населения по административным регионам согласно результатам переписей населения | Распределение лезгинского населения по административным регионам согласно результатам переписей населения | Распределение лезгинского населения по административным регионам согласно результатам переписей населения | Распределение лезгинского населения по административным регионам согласно результатам переписей населения | Распределение лезгинского населения по административным регионам согласно результатам переписей населения |
| Район/город республиканского подчинения                                                                   | 1959 | 1959 | 1970 | 1970 | 1979 | 1979 | перепись 1999 года                                                                                        | перепись 1999 года                                                                                        | перепись 2009 года                                                                                        | перепись 2009 года                                                                                        |
| Район/город республиканского подчинения                                                                   | число | доля | число | доля | число | доля | число | доля | число | доля |
| --- | --- | --- | --- | --- | --- | --- | --- | --- | --- | --- |
| Гусарский район                                                                                           | 37.585 | 86,6 % | 55.164 | 87,7 % | 59.325 | 87,9 % | 73 278 | 90,67 %                                                                                                   | 79 629 | 90,63 %                                                                                                   |
| город Баку                                                                                                | 6.913 | 1,1 % | 12.462 | 1,5 % | 16.096 | 1,6 % | 26 145 | 1,46 % | 24 868 | 1,22 % |
| Хачмазский                                                                                                | 2.877 | 6,7 % | 18.235 | 19,2 % | 19.556 | 18,6 % | 26 248 | 18,19 %                                                                                                   | 24 688 | 15,50 %                                                                                                   |
| Габалинский район                                                                                         | 3.170 | 9,5 % | 5.587 | 11,1 % | 10.231 | 16,3 % | 13 840 | 16,71 %                                                                                                   | 16 020 | 17,11 %                                                                                                   |
| Губинский                                                                                                 | 4.697 | 7,1 % | 6.288 | 6,3 % | 7.368 | 6,8 % | 9 312 | 6,80 % | 8 952 | 5,87 % |
| Исмаиллинский                                                                                             | 3.255 | 8,0 % | 4.883 | 9,5 % | 5.788 | 10,5 % | 7 722 | 10,70 %                                                                                                   | 8 076 | 10,18 %                                                                                                   |
| Шекинский                                                                                                 | | | 3.421 | 6,0 % | 4.819 | 6,9 % | 7 469 | 4,75 % | 7 152 | 4,19 % |
| Огузский                                                                                                  | 2.023 | 10,3 % | 3.189 | 11,5 % | 3.998 | 13,3 % | 5 167 | 14,16 %                                                                                                   | 4 831 | 11,99 %                                                                                                   |
| город Сумгаит                                                                                             | 947 | 1,3 % | 3.124 | 2,3 % | 5.340 | 2,6 % | 4 402 | 1,55 % | 3 478 | 1,13 % |
| Апшеронский район                                                                                         | | | 235 | 0,6 % | 828 | 1,3 % | 681 | 0,83 % | 648 | 0,34 % |
| Ахсуйский район                                                                                           | | | 426 | 1,0 % | 515 | 1,1 % | 484 | 0,78 % | 536 | 0,76 % |
| Геокчайский район                                                                                         | 1.181 | 2,5 % | 1.593 | 2,4 % | 1.435 | 1,9 % | 1 054 | 1,05 % | 396 | 0,36 % |
| Гахский район                                                                                             | 881 | 881 | 1.280 | 3,5 % | 1.284 | 3,2 % | 609 | 1,19 % | 253 | 0,48 % |
| Сиазаньский район                                                                                         | 221 | 1,4 % | | | | | 180 | 0,54 % | 150 | 0,40 % |
| Агдашский район                                                                                           | 1.057 | 2,6 % | 602 | 1,0 % | 324 | 0,5 % | 106 | 0,12 % | 105 | 0,11 % |
| Балакенский район                                                                                         | 903 | 2,5 % | 872 | 1,7 % | 180 | 0,3 % | 219 | 0,26 % | 91 | 0,10 % |
| Шемахинский район                                                                                         | 186 | 0,5 % | 285 | 0,3 % | 375 | 0,4 % | 159 | 0,20 % | 87 | 0,09 % |
| Шабранский (Дивичинский) район                                                                            | 133 | 0,6 % | 548 | 1,0 % | 508 | 0,9 % | 105 | 0,23 % | 65 | 0,13 % |
| город Мингечевир                                                                                          | 707 | 2,1 % | 94 | 0,2 % | 162 | 0,3 % | 155 | 0,16 % | 52 | 0,05 % |
| Загатальский район                                                                                        | 2.137 | 4,5 % | 1.014 | 1,5 % | 2.218 | 2,8 % | 312 | 0,29 % | 50 | 0,04 % |

## Язык
Лезгины, проживающие в Азербайджане, исторически являются двуязычными — они разговаривают на лезгинском и азербайджанском языках. Некоторые знают русский.
По результатам переписи 1959 года, среди 98 211 лезгин Азербайджана (49 112 мужчин и 49 099 женщин) для 88 266 из них родным языком был лезгинский (43 592 мужчины и 44 674 женщины), для 6179 человек — азербайджанский (3417 мужчин и 2762 женщины), для ещё 2598 человек — русский (1492 мужчины и 1106 женщин) и для остальных 1168 лезгин — другие языки (611 мужчин и 557 женщин).
По переписи 1979 года в Азербайджане проживало 158 057 лезгин, из которых 85,3 % (134 873 человека) указали родным языком — лезгинский, 9,1 % (14 426 человек) — азербайджанский и 8571 (5,4 %) — русский; 46,6 % лезгин Азербайджана (73 613 человек) знали азербайджанский и 37 184 (23,5 %) — русский. По данным переписи 1989 года, 47,5 % лезгин Азербайджана назвали азербайджанский в качестве второго языка, которым они свободно владеют.

### Лезгинский язык
Большинство лезгин являются носителями кубинского наречия лезгинского языка, которое включает в себя кубинский и кузунский диалекты, а также ряд других диалектов и говоров. По свидетельству филолога-кавказоведа М. М. Гаджиева, собственно кубинский диалект включает не все населённые пункты Кубинского района. В качестве примера приводилась речь жителей сел Кимил, Куснет и Учгюн, которая представляет собой особый диалект, испытавший сильное влияние азербайджанского языка. Советско-азербайджанский лингвист Ш. М. Саадиев называл эту речь говором (кимильский говор лезгинского языка).
Самурское наречие лезгинского языка распространено на севере Огузского (село Баш Дашагыл и Фильфили) и на плоскости в Шекинском (село Ашагы Дашагыл) районах.
В ходе полевых исследований, проведённых в 1998—2002 годах в одиннадцати населённых пунктах Международным летним Институтом лингвистики, взрослые лезгины (кроме Баку) отметили, что хорошо понимают лезгинский и говорят на нём как на родном. Он обычно используется дома и в лезгиноговорящем коллективе. В Набрани говорить на лезгинском предпочитали люди старшего возраста, а более молодые люди — на русском языке, хотя понимали и говорили на лезгинском. Некоторые из проживающих в Баку лезгин (приблизительно 10-30 % от общего числа бакинских лезгин), будучи городскими жителями в третьем и четвёртом поколения, и имея с негородскими лезгинами слабые контакты, владели им слабо. Исследование зафиксировало высокий уровень грамотности на лезгинском языке только в Гусарском районе, где он преподаётся в течение одиннадцати лет.
В 1928 году Научный Совет ВЦКНА в Баку утвердил алфавит для лезгин на основе латинской графики. В настоящее время используется кириллица. С целью координации работ по развитию лезгинского языка и культуры в Азербайджане был создан лезгинский национальный центр «Самур».

#### Кубинское наречие лезгинского языка
Кубинское наречие лезгинского языка распространено в пределах Гусарского, на севере Губинского, Габалинского и Исмаиллинского, а также местами в Хачмазском и Огузском районах. Своё название оно получило от топонима Къуба пад «Кубинская сторона», как называют эту территорию дагестанские лезгины. «Кубинским наречием» назвал его А. Н. Генко, впервые обнаруживший этот идиом. В своём исследовании (1929 год) он писал:

Я имел случай убедиться на месте, что наряду с вышеупомянутыми двумя наречиями лезгинского языка следует поставить третье, занимающее как бы промежуточное положение между двумя первыми, — наречие кубинское. Не имея вполне точных сведений, предполагаю, что последнее наречие распространено именно в границах бывш. Кубинского ханства по правому берегу нижнего течения р. Самур.

Это наречие распространено на довольно обширной территории и вдали от основного населения, говорящего по-лезгински. По предварительным сведениям (А. Н. Генко, М. М. Гаджиев, У. А. Мейланова, А. Г. Гюльмагомедов, М. Саадиев) оно занимает промежуточное положение между кюринским и самурскими наречиями. В диалектах и говорах кубинского наречия имеются черты, характерные либо для кюринского, либо для самурского наречий или в сочетании их обоих. В связи с этим У. А. Мейланова писала, что это «подтверждает гипотезу о миграции и смешении в разные исторические эпохи носителей диалектов и говоров, в особенности на территории распространения кубинского наречия». В то же время кубинское наречие обладает только характерными для него особенностями, к числу которых относятся:
- Наличие нехарактерного для лезгинского языка лабиального гласного О[207].
- Частое употребление форм прошедшего II времени на -йа и -ра. Эти формы являются архаическими для гюнейского диалекта кюринского наречия (лежит в основе литературного лезгинского языка), а в самурском наречии почти полностью исчезли. Причиной тому, возможно, служит оторванность кубинского наречия от лезгинского литературного языка и его диалектов[208].
- На уровне синтаксиса вспомогательный недостаточный глагол гала (находиться, быть за кем-либо, чем-либо) сочетается с местным III падежом, в то время как в литературном лезгинском и остальных его наречиях стоит местный II падеж. Местный IV падеж может использоваться вместо дательного падежа с направительным значением (пример: вил ахфара фена 'вздремнуть' вместо вил ахфариз фена)[209]
- Кузунский диалект, по свидетельству У. А. Мейлановой, сохранил звательный падеж, который был утрачен литературным лезгинским языком и другими диалектами[210]. Не исключается, что он возник на основе словообразовательного уменьшительно-ласкательного суффикса[210].
- Для лексики кубинского наречия характерно, как отметили исследователи, употребление множества азербайджанских слов, которые местами вытеснили лезгинские[211].

Особенностью же аныхского говора кубинского наречия (в Гусарском районе), отличающего его от всего лезгинского языка, является отсутствие в нём продуктивного глагольного префикса (преверба) х (звуковые варианты хъ и къ). Филолог М. Гаджиев выдвинул две гипотезы: либо это влияние азербайджанского языка, либо предки аныхцев были носителями другого языка и «ассимилируясь со стороны окружавшего их лезгинского населения и усваивая лезгинский язык, они могли обходиться без таких деталей, как отдельные аффиксы». Сам он пришёл к заключению, что лезгинская речь села Аных является смешанным говором, в котором преобладают признаки кубинского наречия и в незначительном количестве признаки говоров типа ахтынского диалекта, а специальные особенности, отсутствующие в иных лезгинских говорах, позволяют говорить об аныхской речи как о самостоятельном говоре.
Лезгиноязычная литература, издаваемая в Азербайджане, как отмечал филолог А. Г. Гюльмагомедов, на лексико-фонетическом и морфолого-синтаксическом уровнях образует новый литературный язык, отличный от дагестанского варианта. При этом он вынужден подчеркнуть:

Правильнее было бы назвать его не вариантом литературного языка, а конгломератом речевого материала различных говоров кубинского наречия лезгинского языка и индивидуальных речевых особенностей пишущего. При этом важно отметить: теоретической базой практически реализуемой письменной речи служат далекие от лингвистики декларации о «подлинном», «настоящем» лезгинском языке, «очищенном» от всяких иноязычных элементов. В печати широко используют созданные ими самими слова, сопровождая их различного рода комментариями об их исконности, древности и т. д. Пишущая братия особенно агрессивна в отношении русизмов на разных языковых уровнях.

#### Использование лезгинского языка
В Советском Азербайджане на законодательном уровне допускалось использование в различных учреждениях иных языков населения. АзЦИК, при осуществлении декларации Второй сессии Закавказского ЦИКа «О языке госучреждений и обеспечении прав национальных меньшинств» от 1923 года, издал 27 июня 1924 года декрет «О применении в государственных учреждениях республики государственного языка и языков большинства населения и национального меньшинства». Этим декретом АзЦИК наделил азербайджанским статусом государственного языка в республике, а языкам большинства населения из числа неазербайджанцев и языкам национальных меньшинств предоставил возможность употребления в государственных учреждениях.
Конституция Азербайджанской ССР 1937 года (в редакции от 1956 года) провозглашала, что «национальным меньшинствам, населяющим территорию Азербайджанской ССР, обеспечивается право свободного развития и употребления родных языков как в своих культурных, так и в государственных учреждениях». В следующей Конституции Азербайджанской ССР от 1978 года было прописано, что в государственных и общественных органах, учреждениях культуры, просвещения и других «обеспечивается свободное употребление… других языков населения, которыми оно пользуется». Нынешняя Конституция 1995 года даёт право вести судопроизводство «на языке населения, составляющего большинство в соответствующей местности».
Школьное обучение
До 1939 года школьное обучение у азербайджанских лезгин велось на лезгинском языке, пока в 1940 году оно не было переведено на азербайджанский по причине их владения азербайджанским языком и сложности создания учебников. Предметное обучение лезгинского языка было вновь введено в 1963 году в школах Кубинского и Кусарского районов с контингентов лезгинских учащихся. В 1966 году в Баку был издан учебник «Лезги чӏал» для 1—2-го классов, а также несколько сборников художественной литературы на лезгинском языке. Однако вскоре преподавание лезгинского языка прекратилось.
Школьное обучение на лезгинском языке было восстановлено лишь после распада СССР. В 1996/97 учебном году в 94 школах Азербайджана лезгинскому языку обучались 14,818 учеников. С 1998—1999 учебного года в Бакинском филиале Дагестанского государственного университета началась подготовка специалистов по аварскому и лезгинскому языкам и литературе, а в 2003 году приказом Министерства образования Азербайджана были утверждены учебные программы для 1—4-го классов средней школы по нескольким языкам народов Азербайджана, в том числе и по лезгинскому. Для подготовки преподавательских кадров для лезгинских школ был открыт Кусарский филиал Бакинского педагогического училища им. М. А. Сабира.
В самом Гусарском районе в настоящее время лезгинский язык в качестве предмета изучается все 11 классов. В 2004 году в Бакинском филиале ДГУ специальность «преподавателя лезгинского языка» (факультет дагестанской филологии) получили 12 студентов, в 2005 году — 8. Позже, в 2008 году, после выявленных дагестанской прокуратурой нарушений, Бакинский филиал ДГУ был закрыт.
СМИ
По состоянию на 1937 год на двух языках (лезгинском и азербайджанском) выходила кусарская газета «Социалистические темпы» (лезг. Социализмад темп) периодичностью 5 раз в месяц. В Советское время на лезгинском также печаталась одна страница газеты «Гызыл Гусар». В настоящее время на лезгинском языке в стране издаются газеты Самур, «Кусар», «Ени самух» и «Алпан», а также литературный журнал Чирагъ.

### Азербайджанский язык
Среди лезгин издавна распространён азербайджанский язык, но в настоящее время, преимущественно, у азербайджанских лезгин. Его усвоению поспособствовали непосредственное соседство с азербайджанцами, укрепившиеся торгово-экономические связи и большое количество отходников-лезгин, уходивших в Азербайджан. В прошлом азербайджанский язык служил лингвой франка в Южном Дагестане и Закавказье. Если разговорным языком был лезгинский, письменным — в основном арабский, то для общения с соседями — азербайджанский. Более того, на нём они сочиняли художественные и даже исторические (например, «Асари-Дагестан» Г. Алкадари) произведения. Лезгинский язык обогатился многими азербайджанизмами. Лингвист-кавказовед Р. И. Гайдаров отмечал большую роль тюркских языков, в частности азербайджанского, в обогащении и развитии словарного запаса лезгинского языка.
Кубинское наречие лезгинского языка соприкасается с кубинским диалектом азербайджанского языка. В Кубинском районе, по предварительным наблюдениям А. Б. Кубатова, оба языка развивались взаимно. Более того, на уровне лексики в кубинских говорах азербайджанского языка имеются лезгинские элементы, а в кубинского говорах лезгинского — элементы азербайджанского происхождения, которые в них заметно преобладают по сравнению с другими лезгинскими говорами. Азербайджанцы этого района частично владели лезгинским языком.
Полевые исследования, проведённые в 1998—2002 годах Международным летним Институтом лингвистики, показали, что из одиннадцати обследованных населённых пунктов в Набране владение устным азербайджанским носило хороший или удовлетворительный характер, в то время как в остальных уровень владения оказался высоким почти для всех возрастных групп лезгин. Как показали респонденты из числа преподавателей школ и детских садов Гусарского района, дети дошкольного возраста с азербайджанским языком соприкасаются редко и потому ещё не говорят и не понимают его, несмотря на телевидение и радио.
На Азербайджанско-Дагестанском научном совещании, созванном в 1930 году по инициативе АзГНИИ, были приняты резолюции, которые касались орфографии и терминологии для проживающих в обеих республиках лезгин. Для реализации этих резолюций было избрано бюро, приступившее к составлению тюрко-лезгинского (азербайджано-лезгинского) словаря. В 2015 году в Баку вышел лезгинско-азербайджанский словарь объёмом 70 тысяч слов, а в 2020 году — азербайджанско-лезгинский словарь объёмом 27 тысяч слов (изд. «Азербайджан», сост. С. Керимова, М. Меликмамедов).

### Русский язык
По результатам полевых исследований, проведённых Международным летним Институтом лингвистики в 1998—2002 годах, высокий уровень владения русским языком был зафиксирован лишь в посёлке Набрань (Хачмазский район). Высокий уровень владения им также фиксировался в Баку. Некоторыми молодыми людьми указывалось, что русский является языком, которым они владеют наиболее хорошо. В остальных районах страны уровень владения русским оказался ниже среднего. При этом среди женщин — ещё ниже, особенно у женщин старшего возраста. Значительно более низкий уровень владения русским показало и молодое поколение, что вызвано школьным обучением на азербайджанском языке. Но знание письменного русского у молодёжи обычно выше знания устного русского.

## Культура

### Хозяйство и ремёсла
Традиционными занятиями лезгин были земледелие, скотоводство и садоводство. О занятии животноводством упоминает ещё путешественник начала XVIII века И.-Г. Гербер. По его сведениям, жители лезгинского вольного общества Алтыпара на территории Южного Дагестана «питаются скотиною и имеют между горами в долинах малое число пашен, и для того имеется у них нужда в хлебе, который они меняют скотиною в Кубе». Обменивая в земледельческих сёлах Азербайджана овец на хлеб, они, как сообщал Гербер, поддерживали с ними хорошие отношения: «…в Кубе нападения и воровства никакого не чинят, чтоб чрез то волю не потерять пшена и пшеницу тамо доставать и менять…». Лезгины-скотоводы на десятки и сотни километров перегоняли скот на равнины Азербайджана, где находились зимние пастбища. Ф. А. Шнитников в 1832 году отмечал, что

жители вольных народов в осеннее и зимнее время, т. е. с ноября по 1 мая, отправляют для пастьбы своих баранов, составляющих главную их промышленность, в следующие провинции: торжальцы — в Кубинскую, мискинджинцы — в Кубинскую и Дербентскую, алтыпаринцы — в Шекинскую, Кубинскую и Табасарань, ахтынцы — в Дербентскую, Шекинскую и Табасарань.

Жители высокогорных селений в значительном количестве перекочёвывали на юг на зимний период. Так, в 1892 году до 50 тысяч человек, которые проживали в Самурском округе на склонах Главного Кавказского хребта, «вследствие сурового климата и недостатки пропитания» со скотом перекочевали из этих мест на зимние пастбища в «смежные губернии», то есть в Грузию и Азербайджан. Право пользования этими зимними пастбищами было закреплено за многими обществами российским правительством. Полукочевая форма скотоводства, при которой большая часть населения переселялась со скотом на осенне-зимние и весенние пастбища соседнего Азербайджана, служили причиной тому, что лезгинские скотоводы были весьма близки по культуре и быту азербайджанским скотоводам.
Города Баку, Дербент, Куба, а также штаб-квартира Кусары и укрепление Ахты (в Дагестане) служили рынком сбыта для продуктов скотоводства, которые производились на шахдагских летних пастбищах Кубинского уезда. Среди азербайджанских лезгин животноводством занимались жители высокогорных селений Юхари-Тахирджал, Судур, Дустаир и других. По сравнению с дагестанскими лезгинами у них эта отрасль была развита слабо, да и продукты животноводства кубинские лезгины в основном приобретали у жителей Самурского округа.
Садоводство одна из отраслей, которым лезгины издавна занимались как в горах, так и на равнине. В Кусарском участке в 1899 году под садами было занято 840 десятин земли. В их садах росли яблоки, груши, айва, гранаты, грецкий орех, миндаль, абрикосы, инжир, вишня, черешня и прочее.
В тех местах, где интенсивно развивалось садоводство, жители также занимались культивированием высокоствольных тутовых деревьев, чтоб разводить шелковичных червей. Ещё в конце XVIII века, по сообщению Буткова, в Кубинском уезде жители, в том числе Кусарского участка, занимались шелководством. Он писал, что жители этих районов «произрастают с убытком разных родов хлеба, хлопчатую бумагу, марену, всякие фрукты, шелковичных червей». В целом же, шелководство у лезгин не получило широкого развития и до революции не имело товарного значения, а удовлетворяло лишь личные нужды самих производителей.
В дореволюционном Азербайджане зажиточные крестьяне и фермеры порой прибегали к найму рабочей силы. Например, в зерновых хозяйствах зажиточных крестьян низменной части Кубинского уезда наёмной рабочей силой служили жители селений Лаза и Судур.
В XIX веке в селениях Гиль, Пирал, Хазры, Юхари-Зейхур, Юхари-Тахирджал, Дигах, Кымыль и Куснет Кубинского уезда довольно сильно было развито производство деревянных изделий. Жители селений Гиль и Хазри достигли особого мастерства в производстве транспортных средств (арб, телег). Здесь имелись специализированные мастерские и сюда поступали заказы как из лезгинских селений Дагестана, так и из соседних азербайджанских селений Кубинского уезда. Вплоть до XX века лучшие кинжалы Кубинского уезда производились в селении Кюснет, где почти все мужчины умели их изготавливать.

### Образование
В 1897 году грамотные в возрасте от 9 до 49 лет в городах составляли 32 %, а в сельской местности — 4,6 % населения Азербайджана. Перепись 1926 года показала, что в Азербайджане среди лезгин числилось 3,695 грамотных (при их общей численности 37,263 человека), из которых 2,728 — на тюркском (то есть азербайджанском), 507 — на тюркском и русском, 381 — на русском, 54 — на русском и лезгинском. По переписи 1931 года, произведённой Наркоматом просвещения Азербайджанской ССР, в республике насчитывалось уже 14,135 грамотных лезгин. В 1933 году грамотность населения Азербайджана составляла 50,9 %, а в 1939 году достигала 73,3 %.
В середине 1920-х годов повсеместно стали создаваться школы для национальных меньшинств. Среди их учащихся в 1930 году числилось 1,399 лезгин, а уже в 1936 году их количество достигло 8,962 человек, что в те годы было больше по сравнению с татами, талышами, аварцами, курдами, цахурами, удинами, грузинами, ассирийцами, греками, узбеками и поволжскими татарами (стоит учитывать, что такие народы, как греки и ассирийцы имели по одной школе с небольшим количеством учащихся). В 1932—1933 годах удельный вес лезгин, учащихся в общеобразовательных школах Азербайджана, составлял 2,9 %, что превышало по показателям местных курдов, аварцев и татов. В 1934 году 0,3 % всех студентов вузов, 0,4 % студентов рабфаков и 2,4 % студентов техникумов Азербайджанской ССР были лезгины.
При Обществе обследования и изучения Азербайджана, являвшегося в 1923—1929 годах главным научным учреждением республики, существовала Дагестанская комиссия (она объединила лезгин, лакцев, даргинцев, кумыков и др.), из которой потом выделилась лезгинская (кюринская) группа. Большое количество лезгин в советский период получили образование в высших школах Азербайджана и многие на базе азербайджанского языка стали учёными и научно-техническими специалистами. Одним из азербайджанских учёных-лезгин был главный научный сотрудник Института языка и литературы АН Азербайджанской ССР, доктор филологических наук Ш. Саадиев, являющийся основателем кавказоведения в Азербайджане. К числу других учёных Азербайджана принадлежат доктор филологических наук Х. Алимирзаев, доктор искусствоведения Н. Габибов.
В 2018 году президент Азербайджана Ильхам Алиев подписал распоряжение о развитии образовательной инфраструктуры в северо-восточных районах страны, предусматривающее в четырёх лезгинских сёлах Гусарского района (Леджет, Зиндан-Муруг, Ени Хаят и Юхары Тахирджал) сборку школ модульного типа.

### Семья и поселения
Лезгинская патронимия имеет название «тухум», но встречались и местные названия (например, «тебин» в докузпаринском говоре лезгинского языка), тюркское «куьк» (в значении «корень», «основа»), а также арабское «жинс» (переводится как «род»), но при этом одни термины употребляются со смысловым различием, другие нет, а третьи — в зависимости от диалектных различий. Патронимию составлял определённый круг родственников или группа семьи. Своё начало они вели от одного предка и имели разное обозначение, будь-то «са тухумдинбур» («одного семени происходящие») или «миресар» («все родственники с отцовской стороны») и так далее. Наименование патронимии шло от предка-основателя с прибавлением окончаний «абур» («эгьмед + абур»), «ар» («камал + ар»), «яр» («ягья + яр»), но порой её название было связано с местом, откуда происходили предки (примерами могут служить «Ашарар», «Храхъар»), или с родом занятия её членов (например, в дагестанском селении Хпедж одна патронимия именовалась «Ашукьар», что значит «певцы-ашуги»).
Этнографические материалы показывают, что среди азербайджанских лезгин сохраняются немало тухумов, переселившихся из лезгинских аулов Дагестана. Например, один из тухумов села Кинджан Гусарского района — «к1елетар», переселился из села Каладжух Ахтынского района. В селении Судур того же района есть тухум «халифаяр», который, как полагают, происходит из села Испиг Касумкентского района. В таких селениях Гусарского района, как Аджахур, Дустаир, Юхари-Тахирджал представлены тухумы «югулар» или «крар», переселившиеся из села Кара-Кюре Ахтынского района и т. д.
Каждая патронимия, при переходе от тухумных (патронимических) поселений к территориальной (соседской) общине, предпочитала селиться компактной группой, образуя в пределах населённого пункта свой квартал («мягьле»), который населяли только её члены. Так, в пяти кварталах селения Юхари-Тахирджал Гусарского района (Пурцуйрин мягьле, ТӀакьтӀакьрин мягьле, Сирийрин мягьле, Хашалрин мягьле и Келтийрин мягьле) почти до конца XIX века компактно проживали пять крупных тухумов (Пурцуяр, ТӀакьтакьар, Сирияр, Хашалар и Келтияр).
В наши дни лезгины проживают в селениях, расположенных в горах, предгорьях и на равнине, а также в крупных городах, таких как Баку и Сумгаит. Территория, занимаемая кубинскими лезгинами, представляет собой плодородный край; по большей части они живут на плоскости, богатой лесом и речными долинами, что способствует разведению садов и огородов. М. М. Ихилов, занимавшийся в 1950—1960-х годах этнографическим изучением лезгин, отмечал, что лезгинские сёла Азербайджана, в отличие от дагестанских аулов, намного просторнее, особенно в равнинной части страны. При домах большие дворы, огороженные плетнем, а сами сёла утопают в зелени.
|                                      |                                        |                                                                                     |
| Горное село Гиджан (Гусарский район) | Предгорное село Гиль (Гусарский район) | Приморский посёлок Набрань (Хачмазский район), где имеется лезгиноязычное население |

Среди лезгин встречаются не только браки внутри общины, но и смешанные семьи, чаще лезгино-азербайджанские. По состоянию на 1925 год были заключены 977 браков между самими лезгинами; 64 с тюрками (азербайджанцами) и персами (49 лезгинок вышли замуж за тюрок и персов и 15 лезгин взяли в жёны тюрчанок и персиянок); 6 с русскими; 1 с европейскими евреями и 2 с представителями одной из кавказских народностей. Этнограф М. М. Ихилов, проводивший в 1951—1962 годах полевые исследование, заметил немалое количество смешанных браков азербайджанцев и лезгин. Выборочное обследование Госкомстата Азербайджана в 1991 году показало, что почти пятая часть (19,2 %) лезгин состоят в смешанных браках, прежде всего с азербайджанцами, что является наиболее высоким показателем в стране.
В лезгинской антропонимии преобладают имена арабо-персидского и тюркского происхождения.

### Кухня
На лезгинский этнографический быт заметное влияние оказала азербайджанская среда. Лезгины до определённой степени не только восприняли элементы азербайджанского национального костюма, но и заимствовали ряд типичный азербайджанских блюд. Под влиянием горных азербайджанцев кубинские лезгины заготовляли на зиму бастырму. Несмотря на влияние соседей и в первую очередь азербайджанцев, лезгинская еда имела свои особенности.

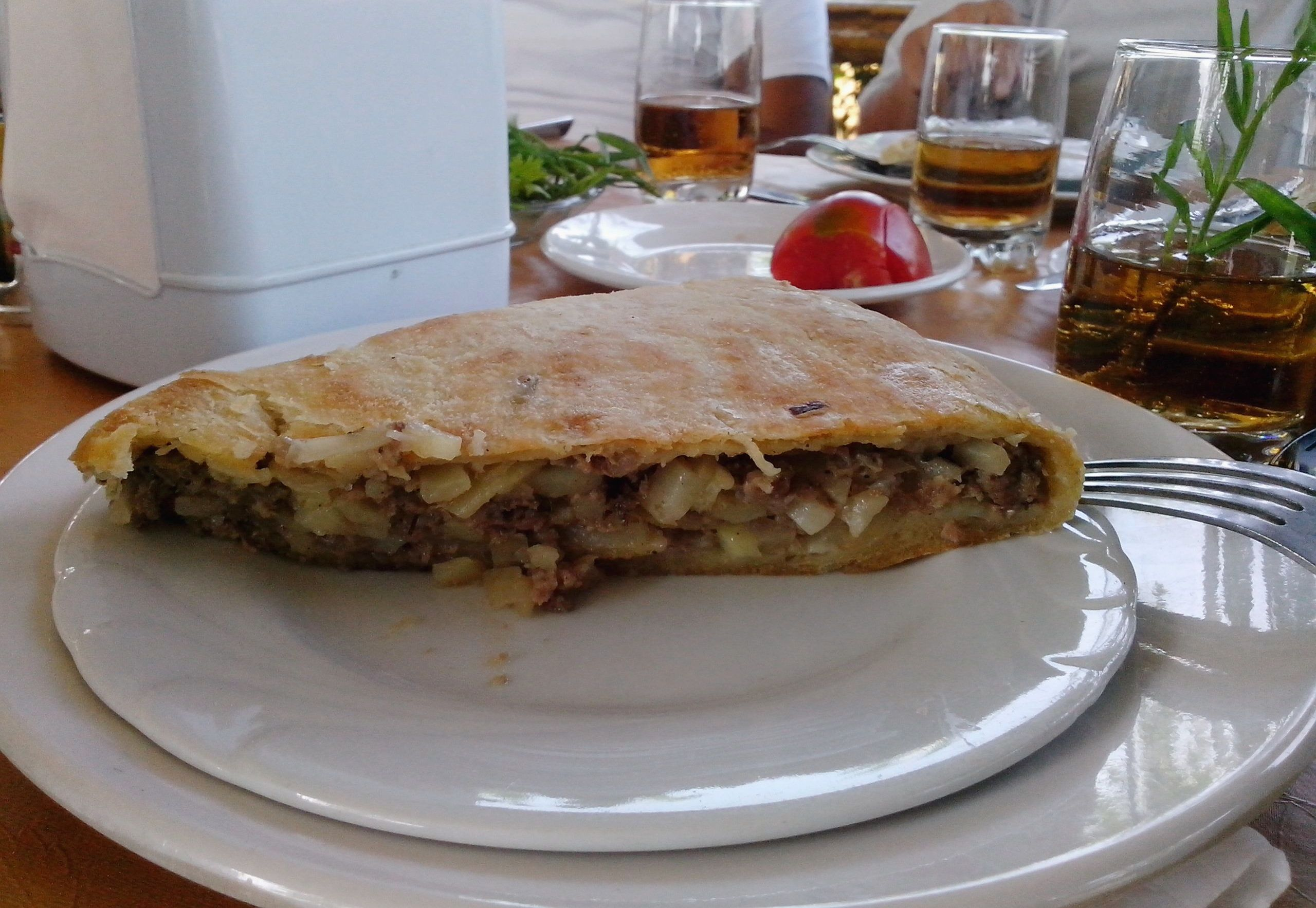
«Лезгинская пицца» (ЦкӀан), Гусарский район

Среди азербайджанских лезгин, в отличие от остальных лезгин, особенно большое место в рационе блюд занимал рис.
В XIX веке основными хлебными районами у азербайджанских лезгин были Гильский и Хазринский участки Кубинского уезда. В то время жители дагестанского села Ахты, являвшегося у лезгин крупным торговым центром, называли селения Кубинского уезда (Гиль, Ясаб, Кунагкент, Хазри и др.) «хлебными мешками», что неудивительно, поскольку из этих селений в Ахты привозили зерно, хлеб, арбузы, дрова и древесный уголь.
Лезгинки Кусарского и Худатского районов отличались особенным мастерством по выпечке хлеба на садже, чем также занимаются живущие по соседству азербайджанцы. В самом Кусарском районе хлебопечение обладает своими самобытными особенностями. Выпечка в основном осуществляется в тандырах, специальных для этой зоны сооружениях — хареки (хəрəк, хар) и на саджах (саҹ), которые изготовляются посредством смеси различных примесей с глиной (предпочтительно красной). Широкое распространение в Азербайджане имеют тандыры трёх типов — глинобитные «döymə təndir», сложенные из валиков «badlı təndir» и сооружённые кирпичами. Наиболее же распространёнными в Кусарском районе являются пахсовые тандыры (они из глины) двух типов: наземные и вкопанные в землю. В них выпекают удлинённый (пендкакеш) и круглый (чурек) хлеб. На хəрəках пекут плоский хлеб (хəрəк чөрəји, тили фу), который орнаментирован при помощи пучка чугунных перьев, небольшую сдобную лепёшку (јағлы фəтир, фасали) и приготовленный из незаквашеного теста чурек (ҹыр чөрəк). На саджах, которые в Кусарском районе бывают из глины или чугунные, пекут многослойную сдобную лепёшку (фасали), приготовленные из теста и без масла блюда фəтир, заквашенный из теста хлеб (аҹытмалы, бозламаҹ), а также лаваш и кутабы (афар).

### Литература и фольклор

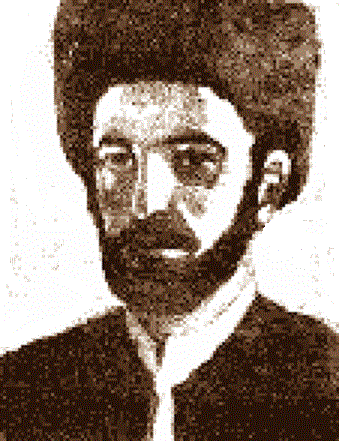
Етим Эмин

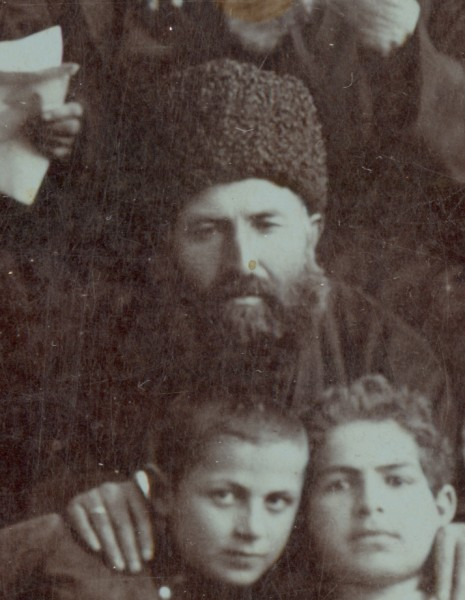
Гасан Алкадари на диспуте учёных Кавказа. Баку, 1907 год

### Музыка и театр

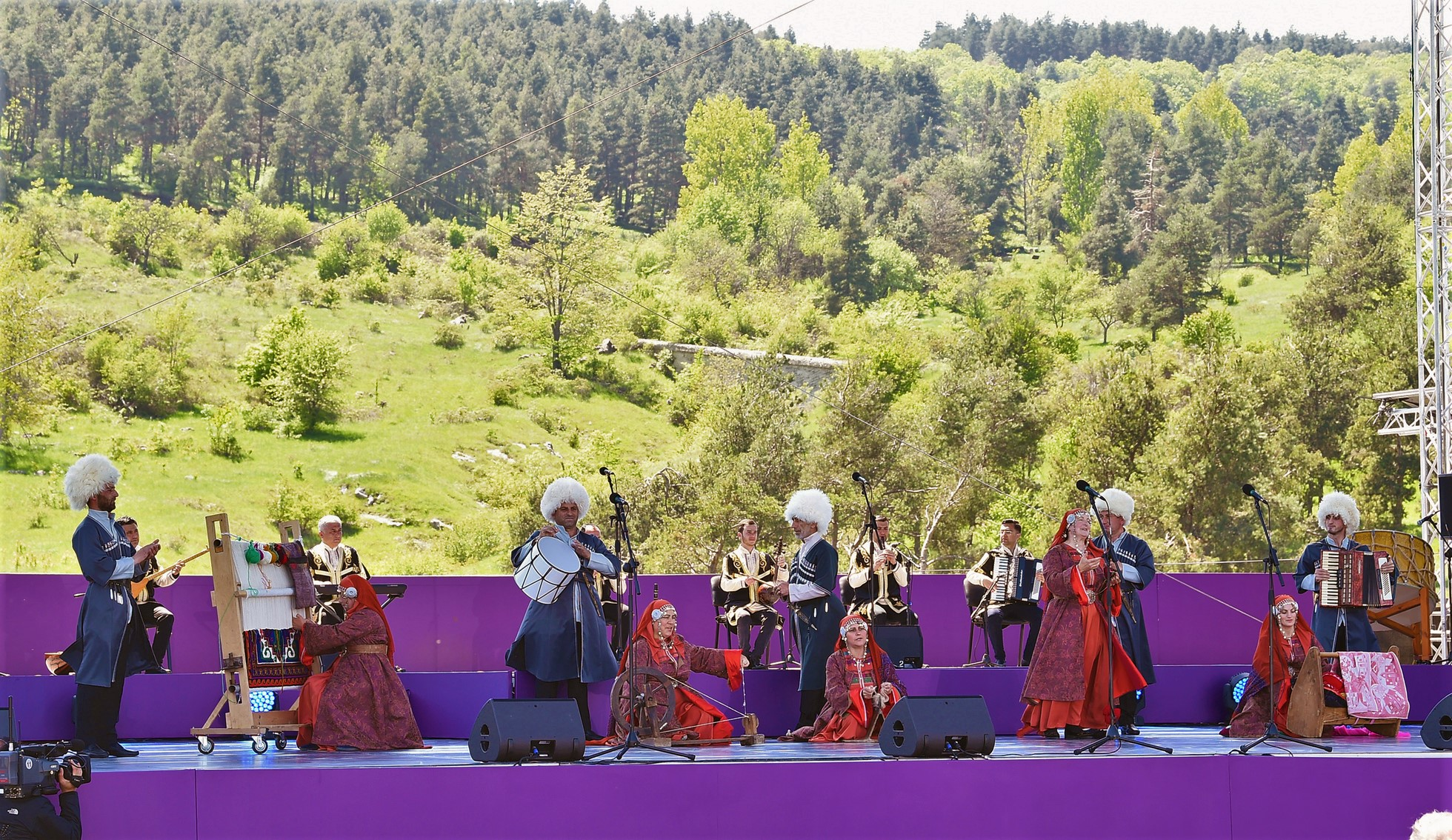
Фольклорный коллектив "Мел" исполняет лезгинскую народную песню «Перизада»